# Clichy-sous-Bois
Pour les articles homonymes, voir Clichy (homonymie).
Clichy-sous-Bois est une commune française située dans le département de la Seine-Saint-Denis en région Île-de-France.

## Géographie

### Localisation
Clichy-sous-Bois est une commune de la grande-banlieue est de Paris, située à 11 km à l'est des portes de la capitale.
Elle se trouve donc dans l'aire d'attraction de Paris, dans son unité urbaine, dans sa zone d'emploi et dans son bassin de vie.

### Communes limitrophes
Les communes limitrophes sont  Coubron, Gagny, Le Raincy, Livry-Gargan et Montfermeil.

### Géologie et relief
La commune s'étend sur 413 hectares, dont 110 de zones boisées. Elle possède de fait un important patrimoine forestier : forêt régionale de Bondy, parc de la Fosse-Maussoin, le bois de Bernouille, parc de la Mairie. Son grand parc forestier est un fragment subsistant de l'ancienne forêt de Bondy.
Clichy-sous-Bois est située sur une colline gypseuse.

### Climat
Pour des articles plus généraux, voir Climat de l'Île-de-France et Climat de la Seine-Saint-Denis.
En 2010, le climat de la commune est de type climat océanique dégradé des plaines du Centre et du Nord, selon une étude du CNRS s'appuyant sur une série de données couvrant la période 1971-2000. En 2020, Météo-France publie une typologie des climats de la France métropolitaine dans laquelle la commune est exposée à un climat océanique altéré et est dans la région climatique Sud-ouest du bassin Parisien, caractérisée par une faible pluviométrie, notamment au printemps (120 à 150 mm) et un hiver froid (3,5 °C).
Pour la période 1971-2000, la température annuelle moyenne est de 11,2 °C, avec une amplitude thermique annuelle de 15,1 °C. Le cumul annuel moyen de précipitations est de 687 mm, avec 10,6 jours de précipitations en janvier et 7,6 jours en juillet. Pour la période 1991-2020, la température moyenne annuelle observée sur la station météorologique la plus proche, située sur la commune de Neuilly-sur-Marne à 6 km à vol d'oiseau, est de 12,3 °C et le cumul annuel moyen de précipitations est de 721,2 mm,. Pour l'avenir, les paramètres climatiques de la commune estimés pour 2050 selon différents scénarios d'émission de gaz à effet de serre sont consultables sur un site dédié publié par Météo-France en novembre 2022.

### Qualité de l'environnement

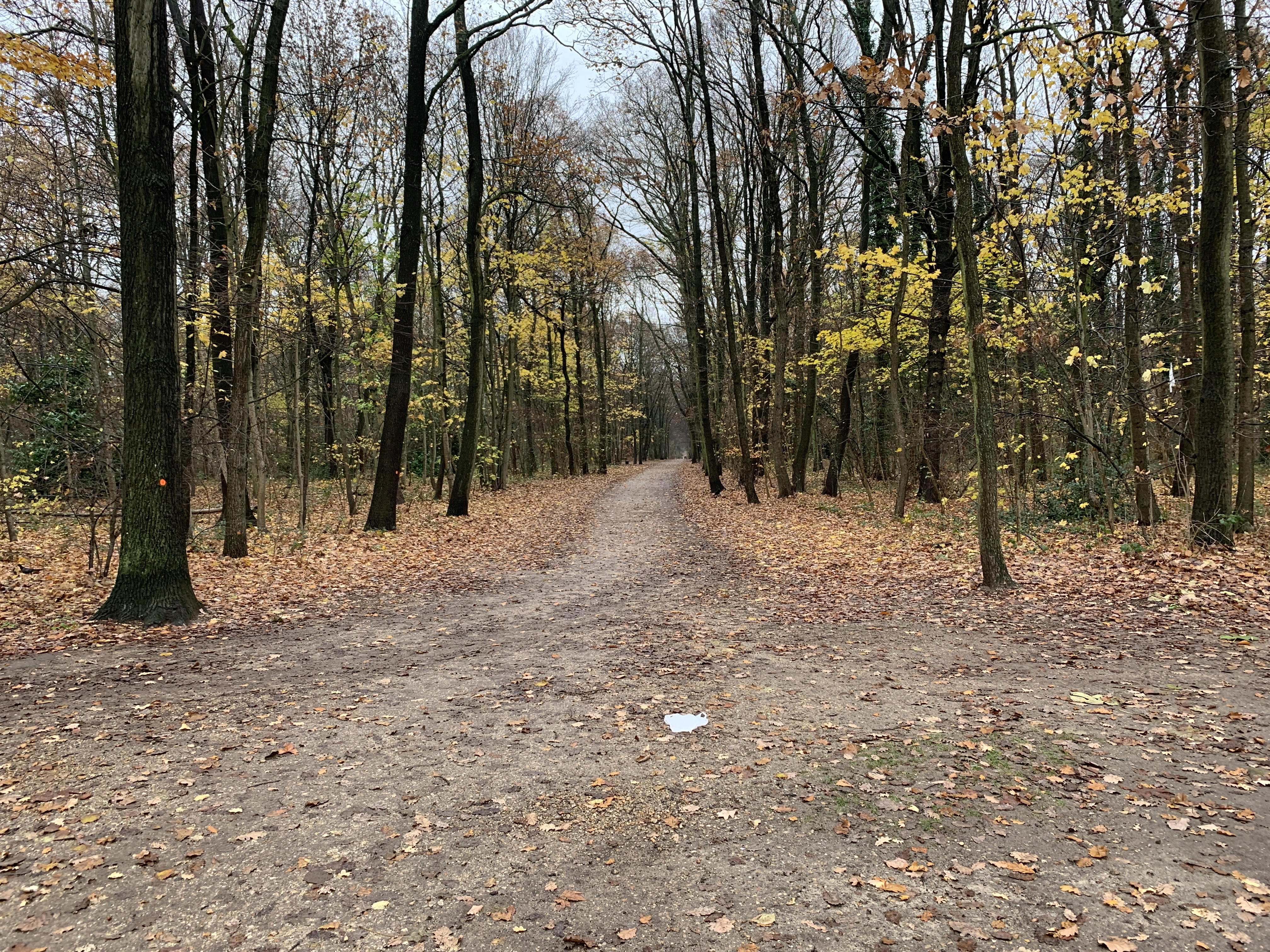
Forêt de Bondy.

Clichy-sous-Bois possède un important patrimoine boisé, qui en fait la deuxième ville la plus verte du département de la Seine-Saint-Denis (en nombre d'hectares d'espaces verts par habitant). Les principaux espaces verts sont :
- La forêt de Bondy à l'Est ;
- Le parc de Bellevue, en centre-ville ;
- Le parc départemental de la Fosse-Maussoin, situé à l'ouest de la ville dans d'anciennes carrières ;
- La coulée verte de l’aqueduc de la Dhuis.
- Étang de Clichy
- La pelouse dans le centre-ville

La Forêt de Bondy et le Parc départemental de la Fosse-Maussoin sont deux sites Natura 2000 de la Seine-Saint-Denis.

## Urbanisme

### Typologie
Au 1er janvier 2024, Clichy-sous-Bois est catégorisée grand centre urbain, selon la nouvelle grille communale de densité à sept niveaux définie par l'Insee en 2022.
Elle appartient à l'unité urbaine de Paris, une agglomération inter-départementale regroupant 407  communes, dont elle est une commune de la banlieue,,.
Par ailleurs la commune fait partie de l'aire d'attraction de Paris, dont elle est une commune du pôle principal,. Cette aire regroupe 1 929 communes,.

### Occupation des sols

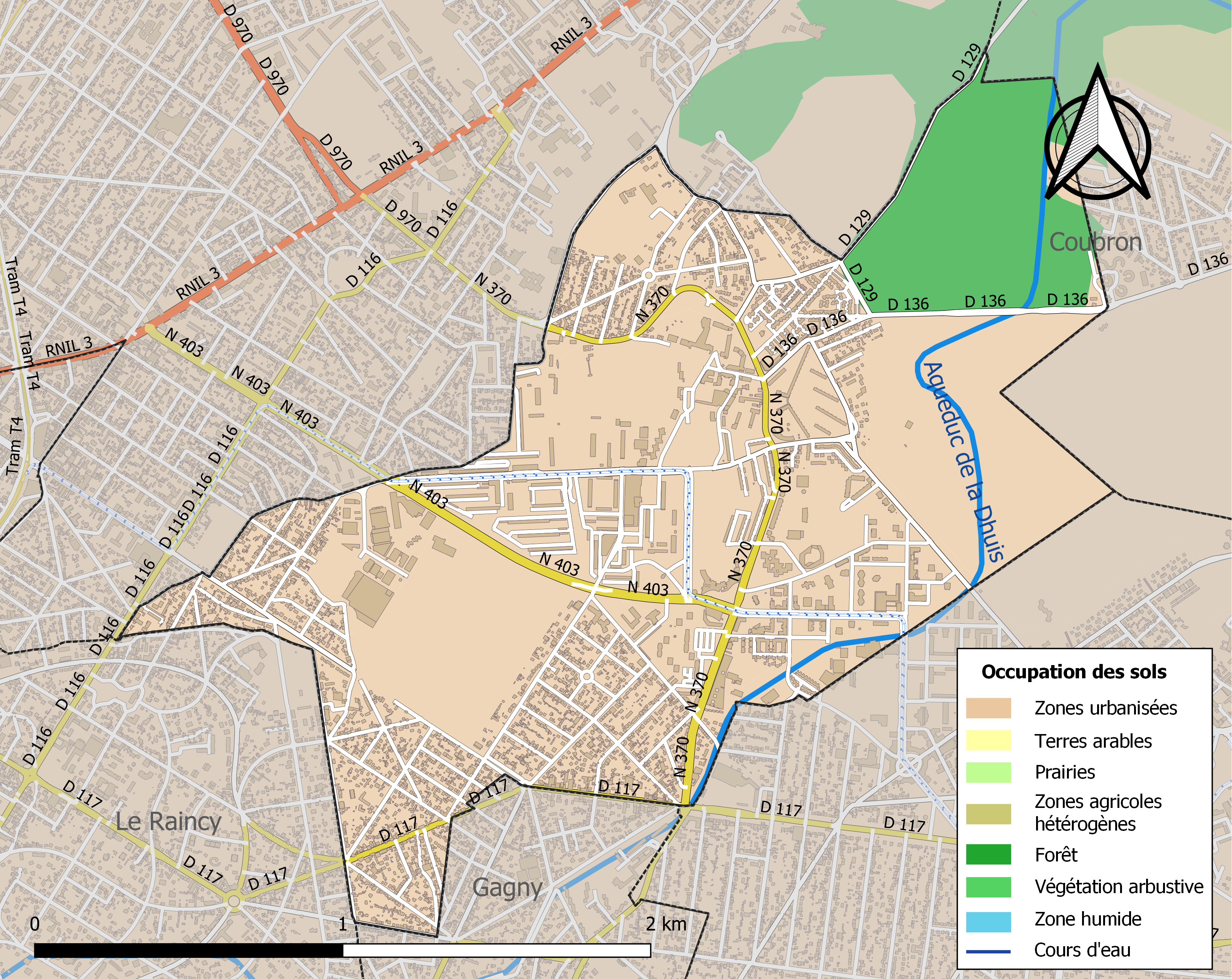
Carte des infrastructures et de l'occupation des sols de la commune en 2018 (CLC).

### Quartiers
La ville comprend « le Chêne Pointu », « la Forestière », le quartier « Orly Parc » qui rassemble plusieurs résidences sociales gérées par le bailleur Orly Parc et « le Bois du Temple » géré par le bailleur SOVAL. La ville côtoie également « les Bosquets », cité sensible située sur le territoire voisin de Montfermeil.

### Habitat et logement

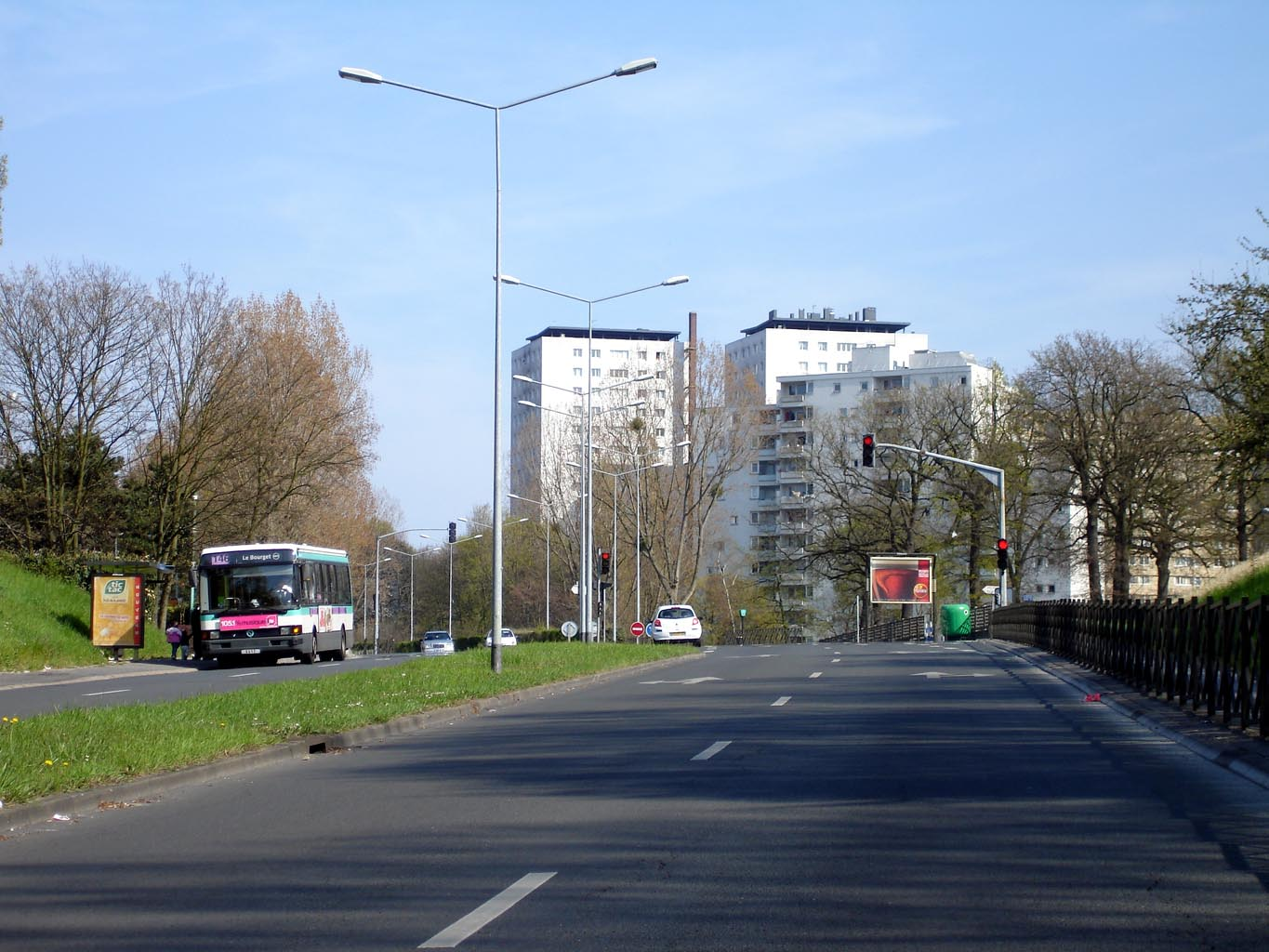
Boulevard Gagarine.

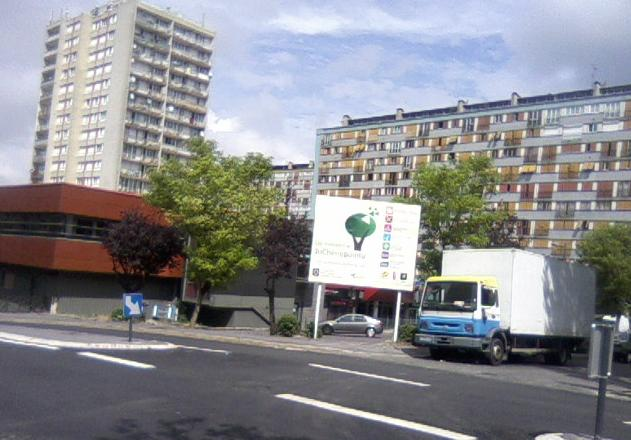
Vue d'immeubles à la cité du Chêne Pointu, une des plus délabrées de France.

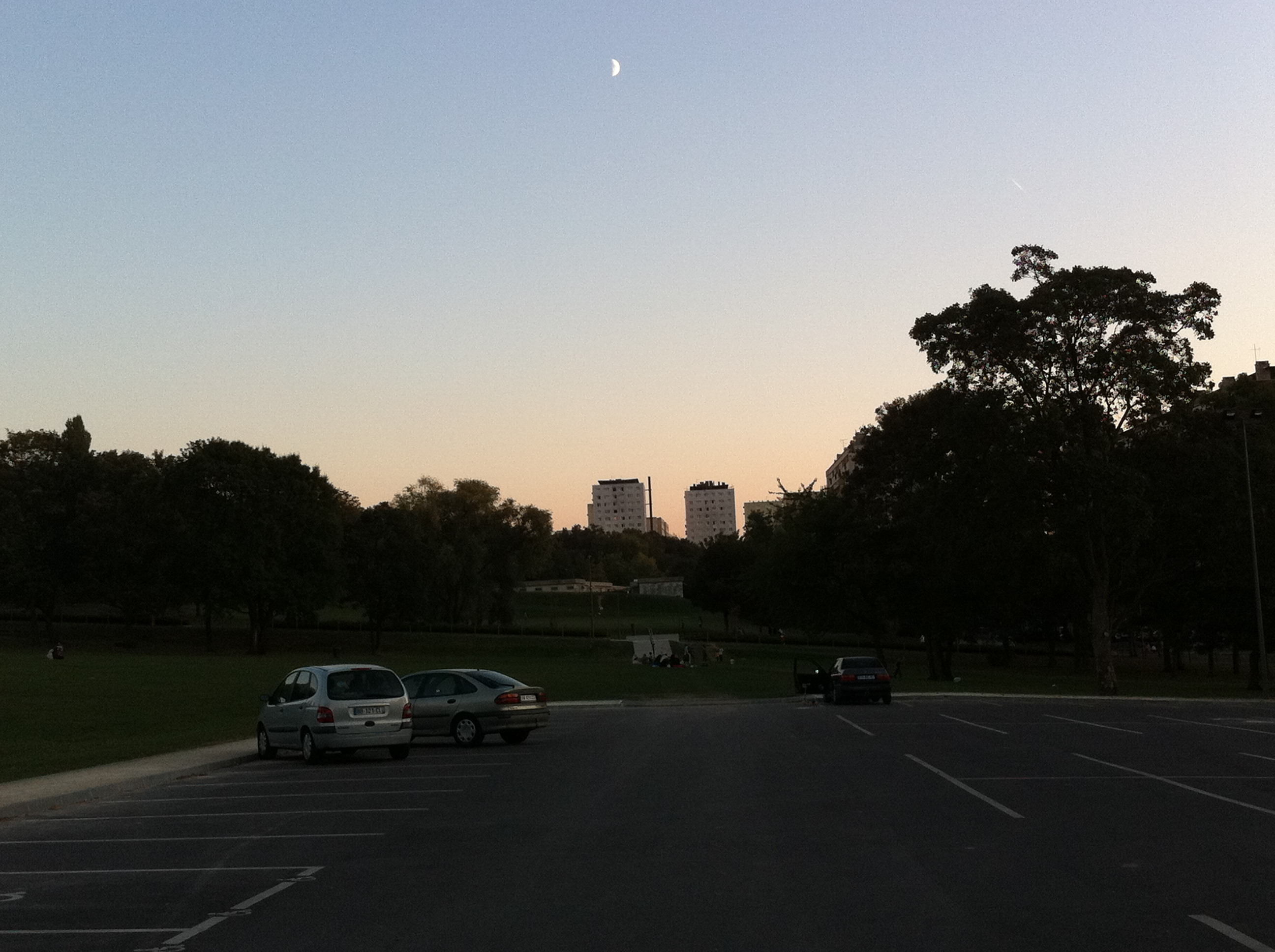
Vue de la mairie de Clichy sur l'ensemble du Bois du Temple.

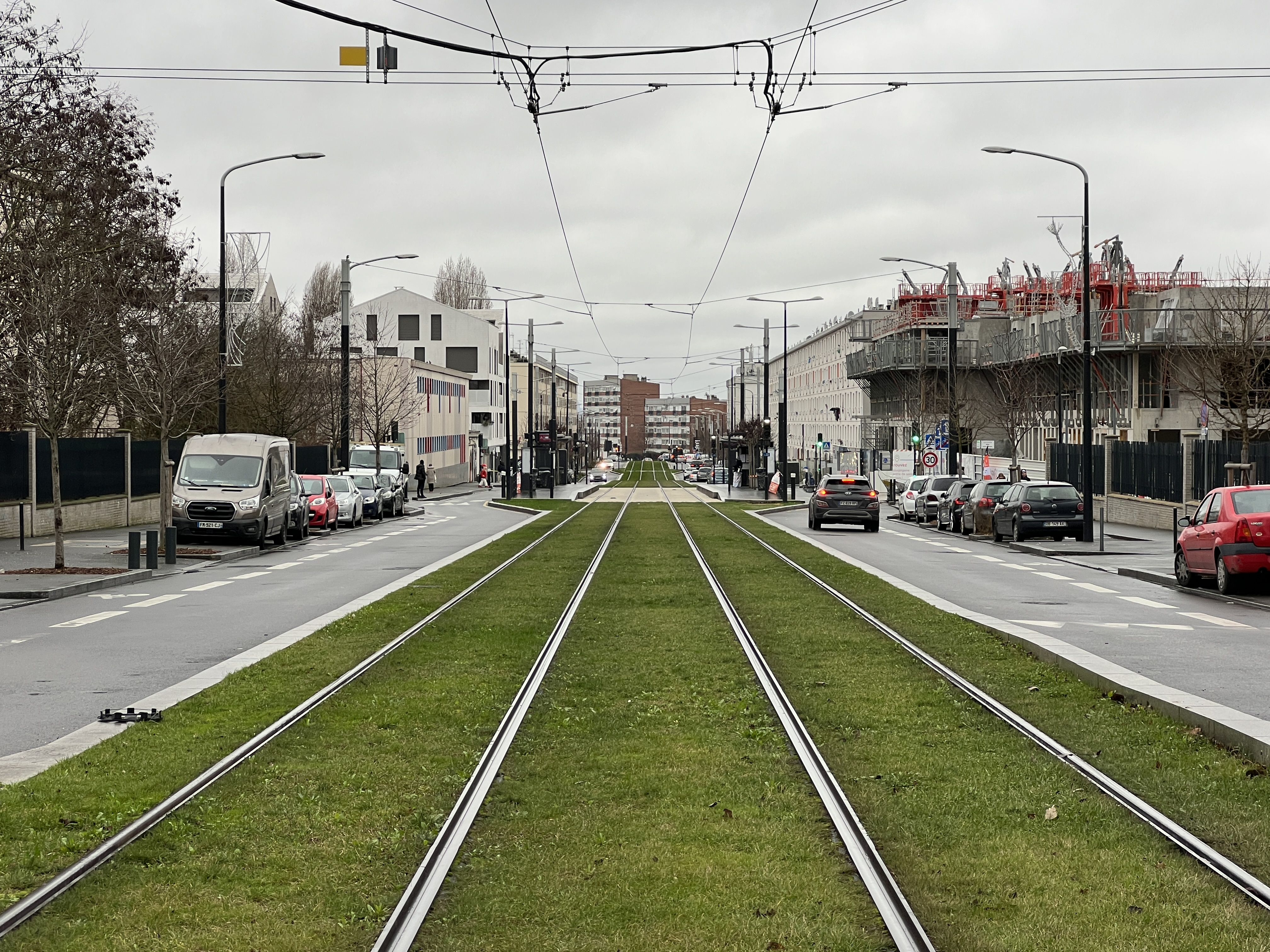
Allée Maurice-Audin.

#### Histoire de l'urbanisation de la Clichy et de Montfermeil
Les principales phases de construction de Clichy et de Montfermeil ont été les suivantes, entre 1954 et 1984 :  
| Date de construction | Résidences en copropriété - logements                                               | Résidences sociales - logements - bailleur                                                                                      |
| -------------------- | ----------------------------------------------------------------------------------- | --- |
| 1954                 | Clichy-sous-Bois : La Pelouse - 358                                                 | |
| 1956                 | Clichy-sous-Bois : La Lorette - 342                                                 | |
| 1958                 | Clichy-sous-Bois : PAMA - 380 Le Bocage - 32                                        | |
| 1960                 | Clichy-sous-Bois : Sévigné - 288 La Vallée des Anges - 192                          | |
| 1961                 | Clichy-sous-Bois : Le Chêne pointu - 873                                            | |
| 1962                 | Clichy-sous-Bois : STAMU II - 168                                                   | |
| 1963                 | Clichy-sous-Bois : La Futaie - 50                                                   | |
| 1965                 | Clichy-sous-Bois : L'Étoile du Chêne Pointu - 650 Montfermeil : Les Bosquets - 1534 | Clichy-sous-Bois : Les Archers - 40 - EFIDIS Montfermeil : Les Perriers - 268                                                   |
| 1967                 |                                                                                     | Clichy-sous-Bois : Le Rouaillier - 181 - Orly Parc                                                                              |
| 1968                 |                                                                                     | Clichy-sous-Bois : Le Bois de la Couronne - 181 - Orly Parc L'Étang Beauclair - 121 - Orly Parc                                 |
| 1969                 |                                                                                     | Clichy-sous-Bois : Tour Victor Hugo - 77 - LOGIREP                                                                              |
| 1970                 |                                                                                     | Clichy-sous-Bois : Le Vieux Moulin - 179 - Orly Parc Le Chemin de Roissy - 142 - Orly Parc La Petite Montagne - 201 - Orly Parc |
| 1972                 |                                                                                     | Clichy-sous-Bois : Le Bois du Temple - 711 - SOVAL                                                                              |
| 1973                 | Clichy-sous-Bois : Le Parc - 131 Les Pommiers - 30                                  | |
| 1975                 | Clichy-sous-Bois : La Forestière - 509                                              | Montfermeil : Anatole France - 145 La Haute Futaie - 38                                                                         |
| 1977                 | Clichy-sous-Bois : Salvador Allende - 127                                           | Clichy-sous-Bois : Youri Gagarine - 112 - Toit et Joie                                                                          |
| 1979                 |                                                                                     | Montfermeil : Lucien Noël - 127 - OPHLM 93                                                                                      |
| 1980                 | Clichy-sous-Bois : Le Hameau - 201                                                  | Clichy-sous-Bois : Le Hameau - 80 L’Aqueduc - 303 - Orly Parc Montfermeil : L'Ermitage - 124                                    |
| 1981                 |                                                                                     | Clichy-sous-Bois : La Dhuis - 108 - France Habitation Le Stade - 83                                                             |
| 1984                 |                                                                                     | Clichy-sous-Bois : Le Foyer Noiséen - 62 - Le Foyer Noiséen                                                                     |

#### Évolution du parc de logements
En 2021, le nombre total de logements dans la commune était de 9 594, alors qu'il était de 9 399 en 2016 et de 9 624 en 2011.
Parmi ces logements, 94,2 % étaient des résidences principales, 0,4 % des résidences secondaires et 5,5 % des logements vacants. Ces logements étaient pour 22,3 % d'entre eux des maisons individuelles et pour 77,1 % des appartements.
Le tableau ci-dessous présente la typologie des logements à Clichy-sous-Bois en 2021 en comparaison avec celle de la Seine-Saint-Denis et de la France entière. Une caractéristique marquante du parc de logements est ainsi la faible proportion des résidences secondaires et logements occasionnels (0,4 %) par rapport au département (1,3 %) et à la France entière (9,7 %).
| Typologie                                               | Clichy-sous-Bois | Seine-Saint-Denis | France entière |
| ------------------------------------------------------- | ---------------- | ----------------- | -------------- |
| Résidences principales (en %)                           | 94,2             | 92,6              | 82,2           |
| Résidences secondaires et logements occasionnels (en %) | 0,4              | 1,3               | 9,7            |
| Logements vacants (en %)                                | 5,5              | 6,1               | 8,1            |

### Projets d'aménagement
La ligne 16 du métro, partie du projet du Grand Paris Express, desservira la commune de Clichy-sous-Bois à la nouvelle station de Clichy-Montfermeil (en correspondance avec le T4), qui se trouvera à la limite de Clichy-sous-Bois et Montfermeil à l'est, près de l'intersection de la rue Utrillo et l'allée Romain Rolland. La première phase de construction de la ligne 16 (Saint-Denis-Pleyel à Clichy-Montfermeil) a commencé en 2016 et la mise en service est prévue en 2024.
Le bâtiment de conservatoire de cœur de ville à Clichy-sous-bois sur la grande pelouse se situe derrière l’espace 93. Ce futur conservatoire est d'environ 2 400 mètres carrés. İl accueillera des activités musicales, d'art plastiques ainsi que d'art dramatique et de danse. La livraison est prévue pour mi-2022.

### Voies de communication et transports

#### Voies de communication
Clichy-sous-Bois n'est desservie par aucun axe autoroutier ni routier d'importance, ni aucune voie ferrée et reste par conséquent une des villes les plus enclavées de la petite couronne parisienne

#### Transports en commun
Clichy-sous-Bois est  desservie par le tramway et de nombreuses lignes de bus.

##### Tramway

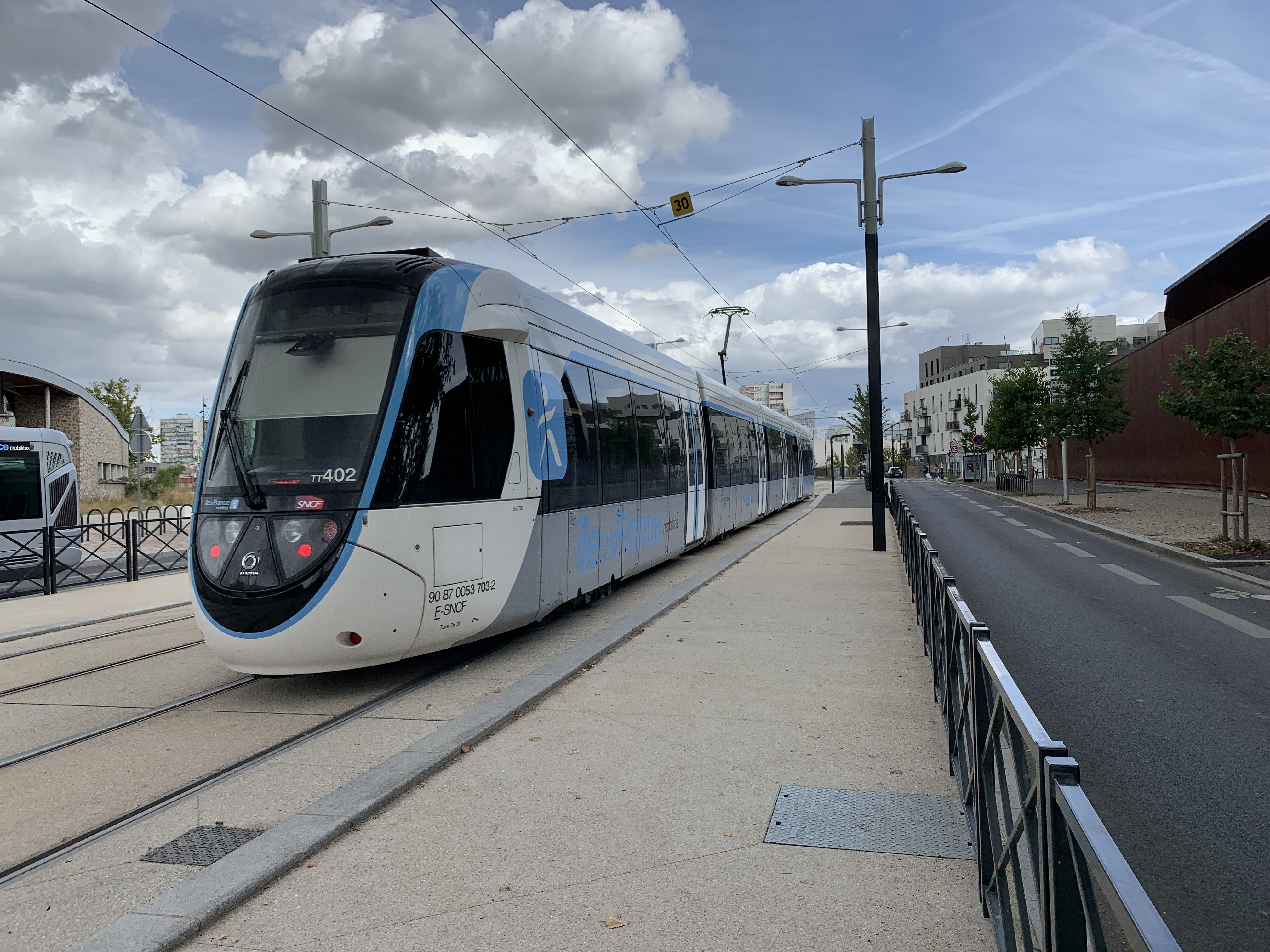
Tramway T4 près de la station Romain Rolland.

- Maurice Audin
- Mairie de Clichy-sous-Bois
- Romain Rolland
- Clichy - Montfermeil

##### Bus
- Du réseau de bus RATP : 146
- Du réseau de bus Express : 100
- Du réseau Transdev TRA : 602, 603, 613, 623, 643 et 644

## Toponymie

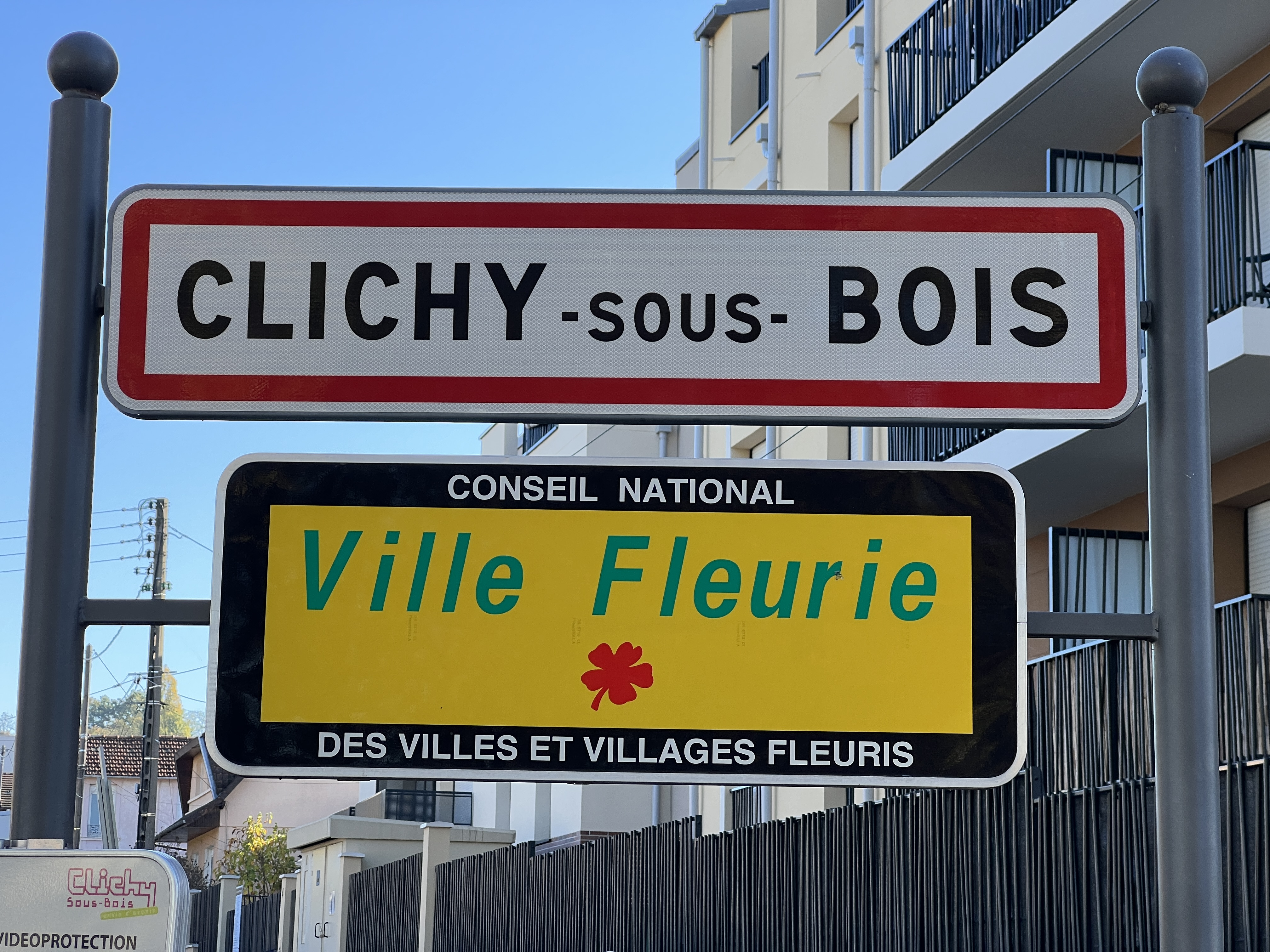

Clichy constitue l'héritière de l'ancienne Clippiacum. La localité est citée sous le nom de Clippiaco dans le cartulaire général de Paris (717), Clipiacum dans une donation de Louis VI le Gros de 1134.
Dans des documents tardifs (mérovingiens) Clichy est appelé Clippiacum. L'étymologie la plus vraisemblable est que ce mot dérive des gentilices Clepius ou Cleppius, ou Clippius avec addition de la terminaison acus qui désignait très expressément, chez les Gallo-Romains, une propriété. La traduction de Clippiacum serait alors « propriété (ou villa) de Cleppius » (ou variante). La formation du nom est tout à fait conforme à ce que nous savons de la grammaire et des usages gallo-romains. Cette étymologie est un argument de plus pour l'existence d'un Clichy gallo-romain.
La ville porta successivement les noms de Cleppius à l'époque romaine, puis Clippiacum superius dans un texte datant de 636, Clichiacum au XIIe siècle. Notons que le roi Dagobert possédait une villa appelée Clippiacum, d'où viendrait le nom de Clichy-sur-Seine.

## Histoire

### Origines
La clairière du pays des aulnes a été occupée dès le néolithique comme l'atteste la découverte d'armes et outils de silex.

### Moyen Âge
À l'époque médiévale, Clichy-sous-Bois est une clairière de la forêt de Bondy, qui s'étend jusqu'au XIXe siècle de Bondy à Coubron et recouvre toute la région. Cette terre riche en pâturages et vignes est octroyée par le roi Dagobert en 632 à l'abbaye de Saint-Denis. Le lieu appartient ensuite aux seigneurs de Livry alors que la cure dépend de l’abbaye de Livry.
Durant le XIIIe siècle en effet, trois marchands angevins se trouvent attaqués et dévalisés par des brigands puis attachés à trois arbres de la forêt de Bondy. Ils reçoivent, selon la légende, le secours de la Vierge. À cette époque, une chapelle est édifiée afin de commémorer ce miracle. Le pèlerinage à la source où avait eu lieu le miracle connaît un culte fervent : de nombreux récipients à boire seront retrouvés lors de fouilles.

#### Les Templiers et les Hospitaliers
En 1261, les chevaliers de l'ordre du Temple achètent à Eudes de Rosay et André de Clichy le fief du Rosay, qui portait le nom alors de Clichy en Launnois (apud Clichiacum in Alneto) et y fondent une commanderie sur le chemin descendant à l'abbaye de Livry. Puis en 1267, Henri de Grandpré, seigneur de Livry, cède à l'ordre 280 arpents de bois et de terres, ainsi que les droits afférents, incluant les droits de justice. En 1284, Ils obtiennent de Jean, de son fils et de Pierre de Clacy, 62 arpents de bois entre Livry et Bondy.
En 1277, Philippe III le Hardi accorde aux habitants de Clichy dans les bois de Livry le droit d'usage pour le pâturage et aussi le droit d'y prélever du bois de chauffage, il y entend ces droits aux Templiers,. Mais en 1290, une contestation s'élève entre les Templiers et Pierre de Chambly, seigneur de Livry, qui prétendait que les garennes mais aussi la haute, moyenne et basse justice lui appartenait. Ils transigèrent et délimitèrent les seigneuries par des bornes, Pierre de Chambly obtient le droit exclusif de chasser la grosse bête dans toutes les terres de Clichy et dans les bois du Temple. Les Templiers, le droit de chasse au lièvre, au counin, au goupil et à toutes les autres bêtes dans les garennes, ils conservèrent la haute, la moyenne et la basse justice contre une indemnité de 800 livres tournois,.
Les Templiers en sont dépossédés en 1312 par Philippe le Bel mais lors de la dévolution des biens de l'ordre du Temple le pape Clément V fulmina au profit des Hospitaliers de l'ordre de Saint-Jean de Jérusalem.
Les Templiers développèrent les pâturages et la vigne en défrichant la forêt. Les Hospitaliers possédaient 650 arpents de terre dont environ 550 de bois. Le revenu était en 1733 de 1 700 livres.
La commanderie de Clichy relevait du temps des Templiers du la maison du Temple à Paris et du temps des Hospitaliers elle était membre de la maison du Temple.
Le prieur de France en restera le seigneur jusqu'à la Révolution française où ils en sont dépossédée lors de la confiscation des biens de l'ordre des Hospitaliers de Saint-Jean de Jérusalem.

### Temps modernes
La giboyeuse forêt de Bondy est un terrain de chasses royales : Charles V puis Henri IV y courent le renard. Un rendez-vous de chasse puis des châteaux furent édifiés sur le territoire du village.

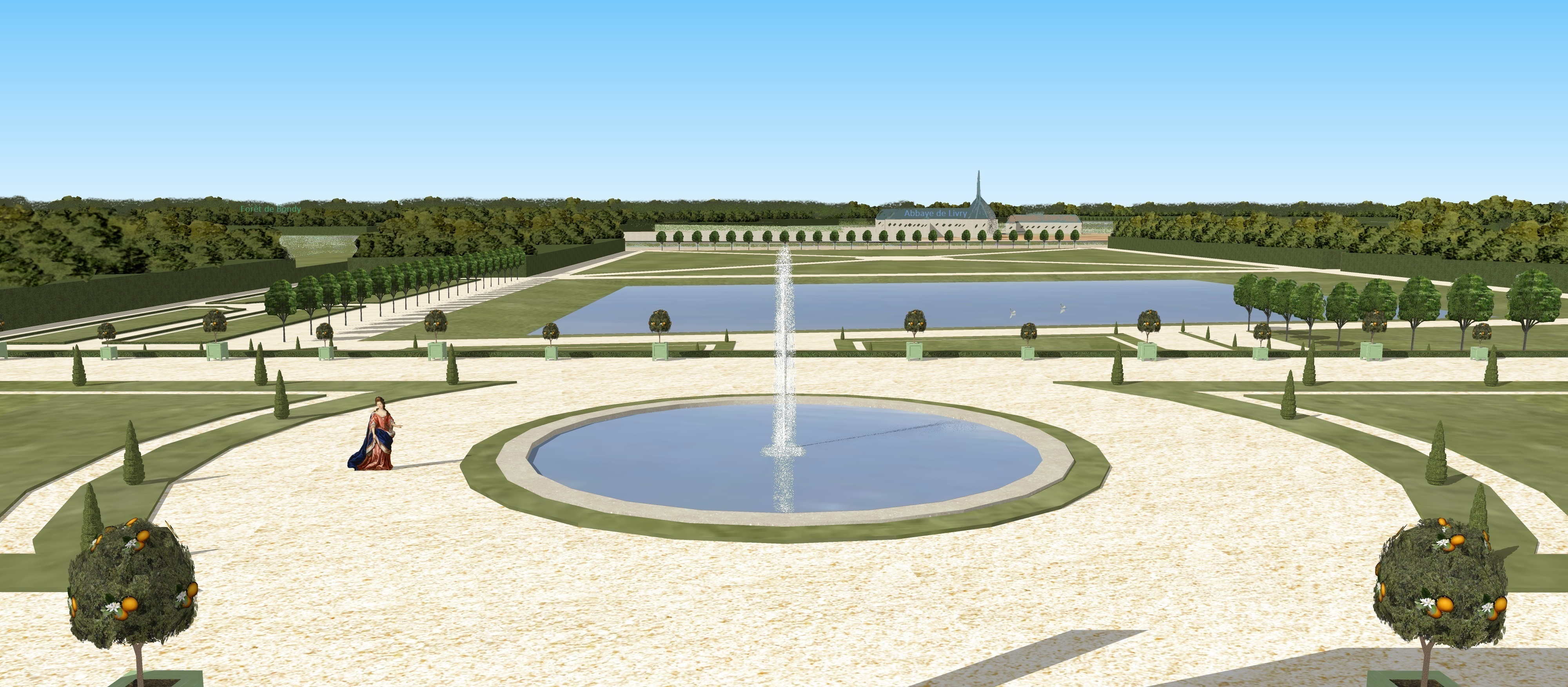
Restitution de la vue depuis le château de Clichy-sous-Bois (actuelle mairie), vers 1740.

Au XVIIe siècle, le châtelain le plus important est un magistrat, le Président de Mesmes. Les équipages royaux et seigneuriaux y chassent, ceux du prince de Dombes, petit-fils de Louis XIV, sont rachetés en 1785 par le duc d’Orléans, propriétaire du château du Raincy, qui fréquente à son tour la forêt à la fin du XVIIIe siècle.
Au siècle des Lumières, le village est un foyer huguenot et possède un vaste cimetière protestant. À cette époque, le financier Louis-Dominique-François Le Bas de Courmont (1706-1777), fermier général, rachète le domaine au marquis de Livry ; il dote le village d'un maître d'école qui a pour mission d'éduquer gratuitement les enfants. Il est arrêté durant la Révolution puis guillotiné avec le chimiste Lavoisier le 6 mai 1794. C'est son fils Louis-Dominique-Marie Le Bas de Courmont (1741-1794), fermier général, seigneur du marquisat de Pomponne (Seine-et-Marne) qui mourut sur l'échafaud le 6 mai 1794.

### Révolution française et Empire
À la période révolutionnaire, le village de Clichy compte un peu plus de 100 habitants, qui désignent le 6 janvier 1790 la première municipalité : Clichy devient une commune qui sera renommée provisoirement Clichy-sous-Bois au cours de la Révolution française avant de redevenir Clichy-en-Launois.
Puis la vie de la commune un moment agitée par les litiges avec son voisin Livry se met en sommeil jusqu’en 1814 où Alexandre Ier, tsar de Russie, séjourne dans un des châteaux d’où il contemple Paris. François Christophe Kellermann, duc de Valmy, réside également à Clichy.

### Époque contemporaine

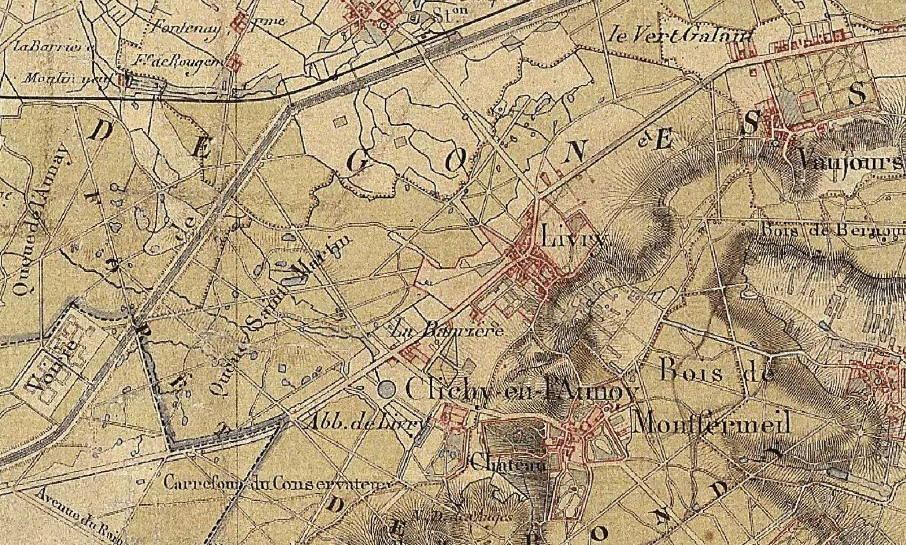
Clycht sur la carte d'état-major, vers 1870.

En 1820, le village n'atteint que 150 habitants. Sous Louis-Philippe, la première mairie-école est construite.
C'est en 1851 que Clichy-en-Aulnois devient Clichy-sous-Bois.
Le village est alors peu concerné par la révolution industrielle. Livry et Gagny cèdent des terrains en 1869 pour la création de la nouvelle commune du Raincy. La commune souffre beaucoup des combats durant la guerre de 1870 : les Clichois fuient le village qui est alors occupé et saccagé par 10 000 Prussiens.

### XXesiècle

Clichy-sous-Bois au tout début du XXe siècle
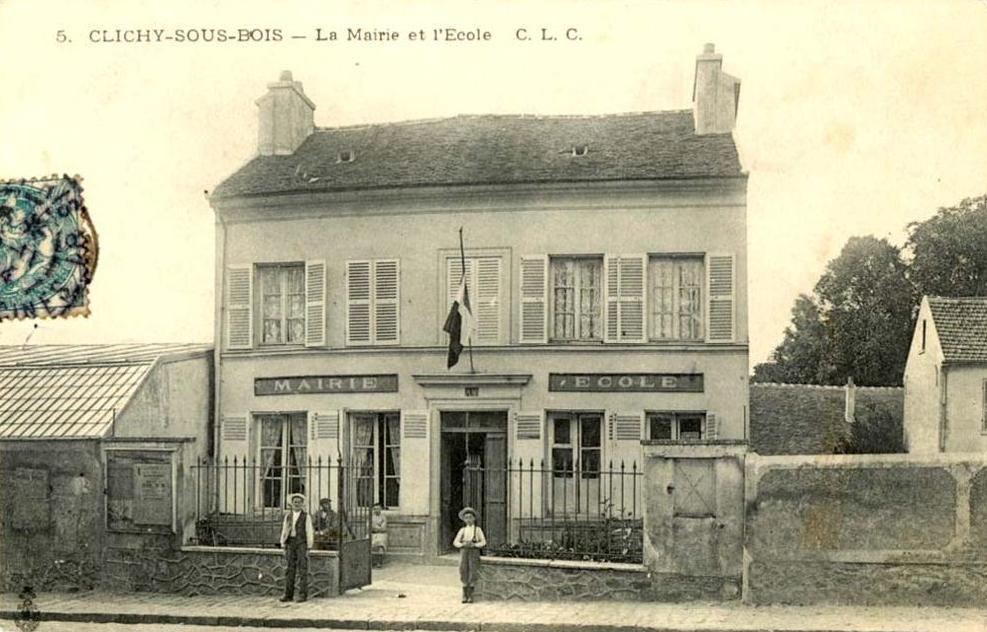
La première mairie-école...
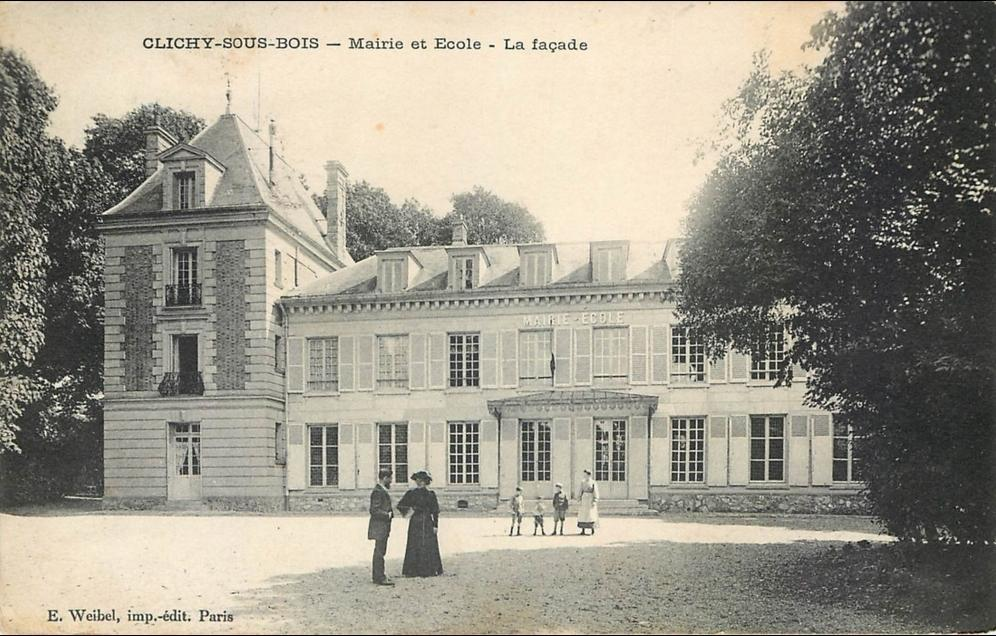
... et l'édifice actuel.
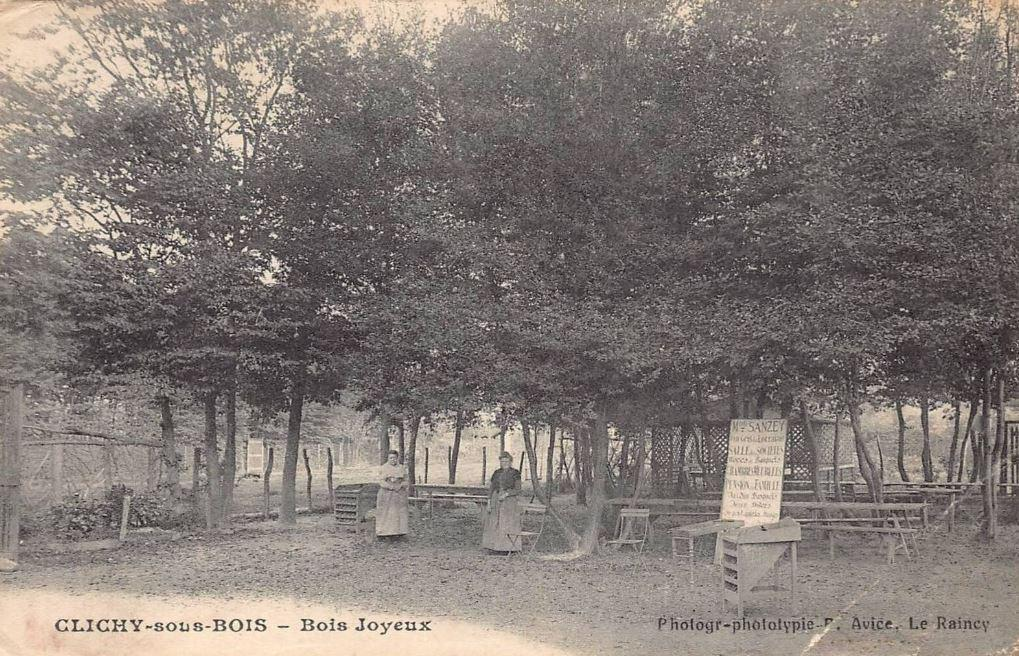
La guinguette du Bois Joyeux.
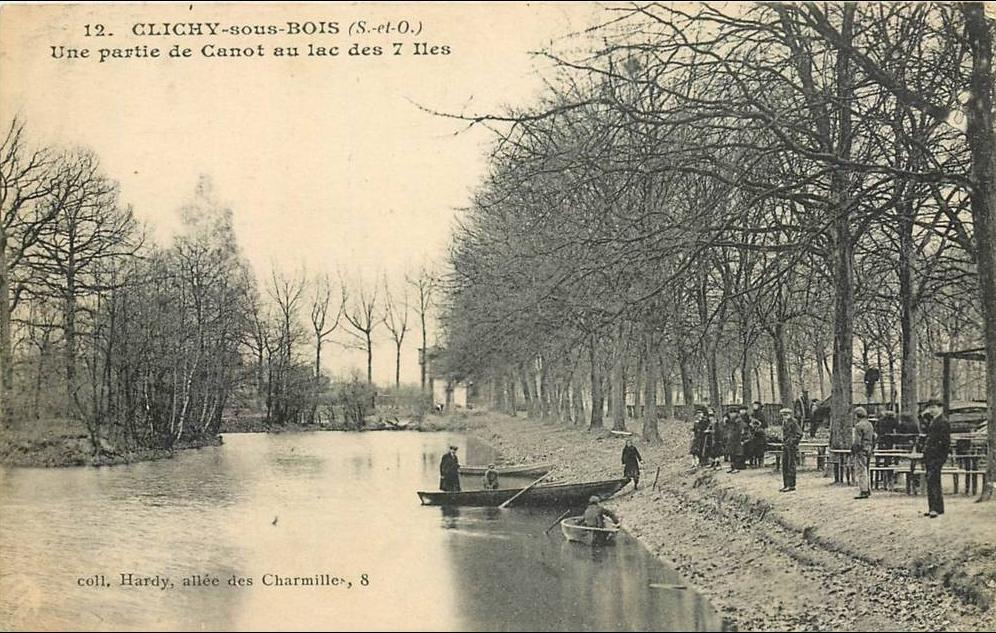
Le lac des Sept-Îles.
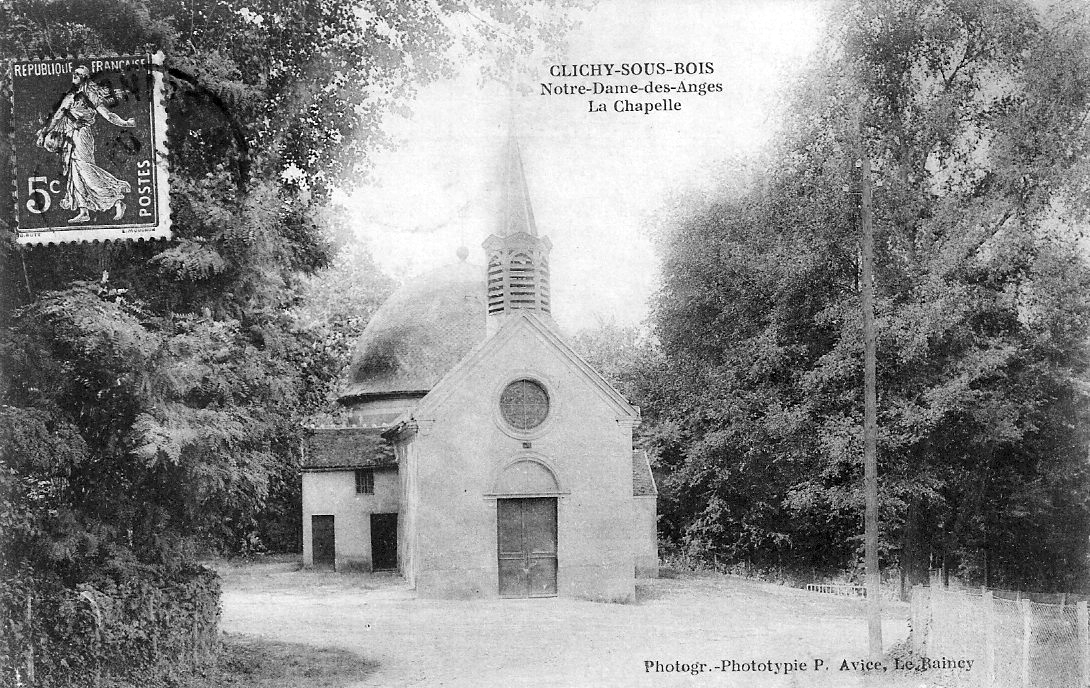
La chapelle Notre-Dame des Anges...
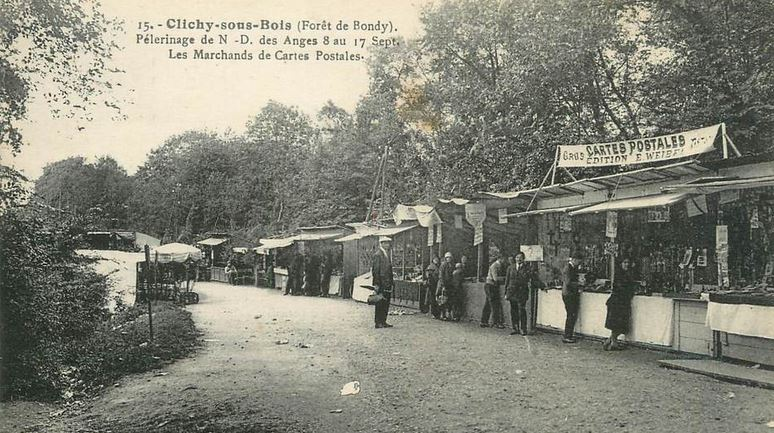
... et son pélerinage.
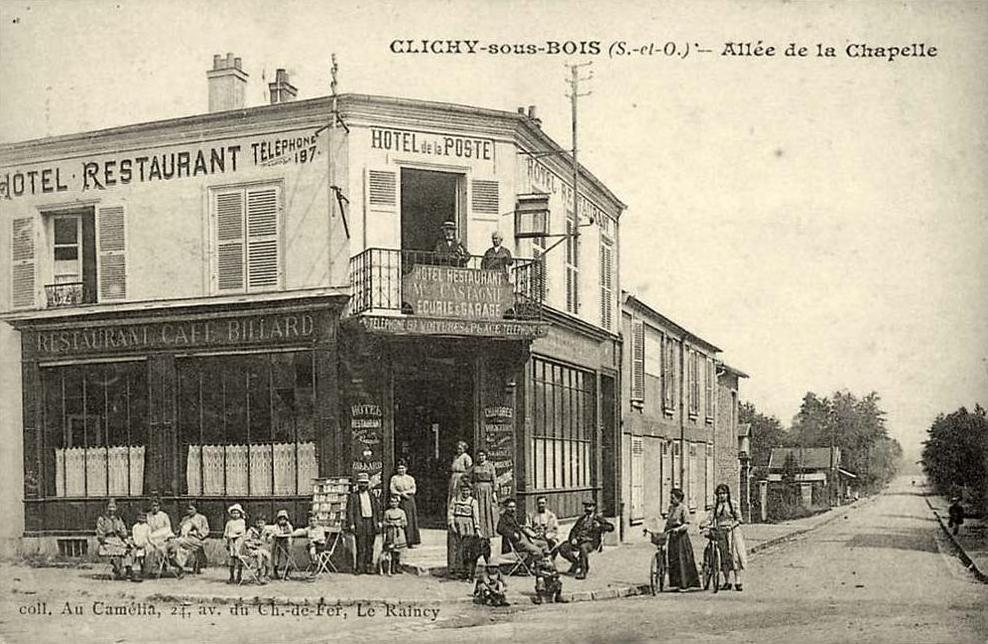
L'hôtel de la Poste.
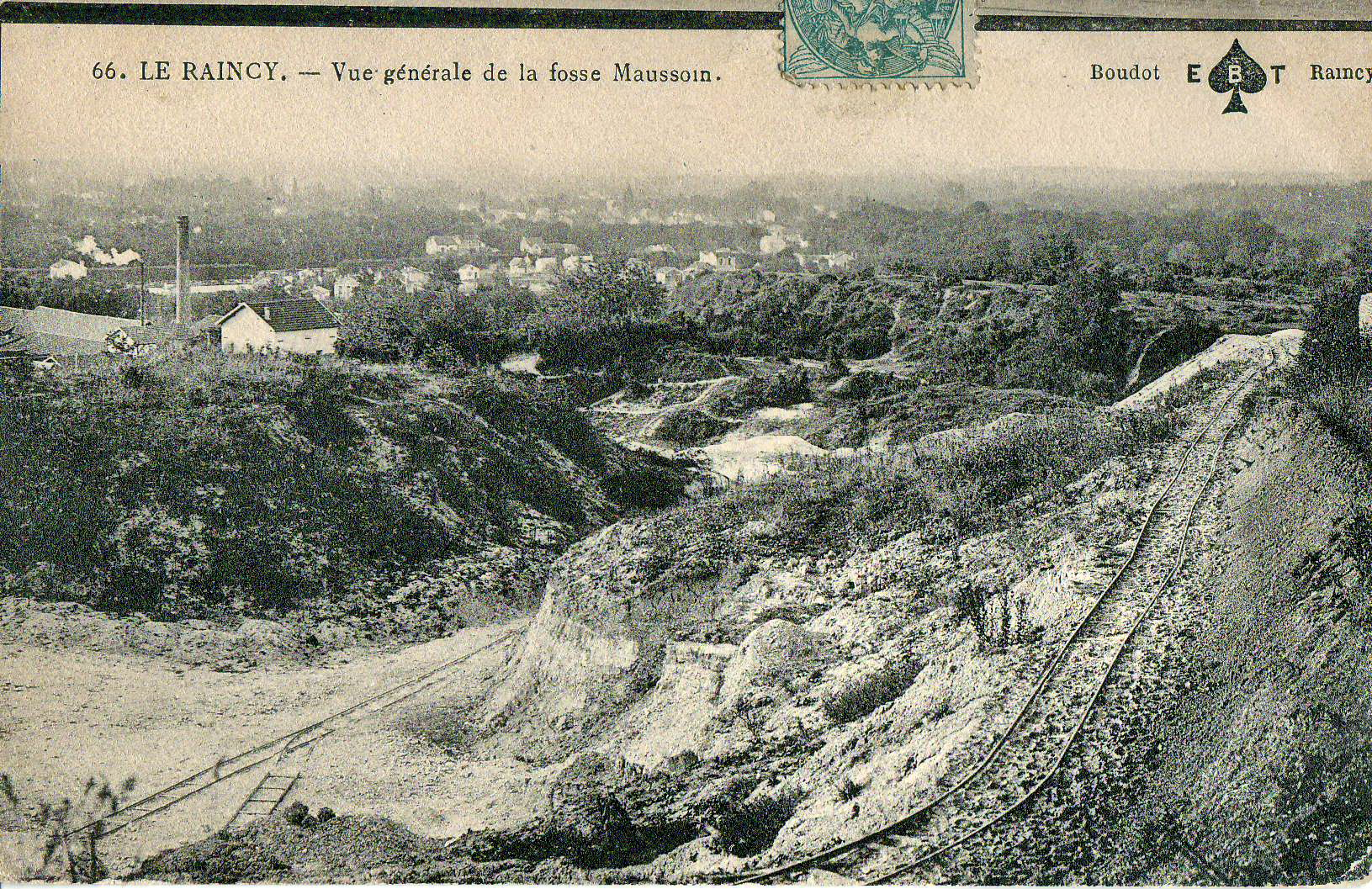
La Fosse Maussoin était une importante carrière de gypse, permettant de produire du plâtre. La production de l'usine était transportée jusqu'au Canal de l'Ourcq par un chemin de fer industriel à voie étroite, la voie Schaeffer, puis par la Ligne des Coquetiers.

En 1912, le village compte 1 434 habitants ; l’école du Plateau est édifiée à cette époque. Pendant la Première Guerre mondiale, les combats ôtent 68 hommes à la commune. Durant l’entre-deux-guerres, Clichy-sous-Bois conserve sa parure de bois, restes de la forêt de Bondy et le progrès n’a guère atteint la commune : pas ou peu d’éclairage public, toujours pas de tout à l’égout, pas d’enlèvement des ordures ménagères. Trois employés de mairie, trois cantonniers, quatre femmes de service couvrent les besoins de la population.
En 1934 la première école du Chêne Pointu est bâtie. La vie villageoise continue toujours aussi agreste : il n’est pas rare de voir passer des vaches dans les rues du bourg qui possède encore trois fermes. L’occupation allemande durant la Seconde Guerre mondiale n’oublie pas Clichy-sous-Bois. Mais c'est dans les années 1950 et surtout les années 1960 que débutera la transformation radicale de la commune : l’urbanisation débutera dès 1955, année où s’édifie une première résidence : « La Pelouse ». Elle fut suivie de nombreuses autres, résidences privées (Le Chêne Pointu, Les Bosquets...) puis cités HLM (Orly Parc, Le Bois du Temple...). En effet, en 1960, un ambitieux plan d’urbanisme est dessiné par Bernard Zehrfuss, architecte Grand prix de Rome, sur les principes du mouvement moderne : « espace, lumière, nature».
Le plan masse de cette opération immobilière prévoyait la construction de 10 000 logements, qui s’étendaient du Bas-Clichy jusque sur le plateau en suivant la topographie naturelle du lieu. Finalement ce ne sont qu'un peu moins de 1700 logements qui se construisent dans le bas Clichy – copropriétés du Chêne Pointu et de STAMU II – et un peu plus de 1500 à Montfermeil : la résidence des Bosquets. Une autoroute, l'A87, devait relier les deux pôles de développement du nord-est de l’Île-de-France : l'aéroport de Roissy-Charles-de-Gaulle au nord et la ville nouvelle de Marne-la-Vallée au sud, en traversant Clichy qui aurait été desservie par un vaste échangeur. Mais cet axe structurant n’a jamais été réalisé vu l'opposition des habitants et élus des communes concernées par le projet. Le métro aérien suspendu envisagé, qui devait relier la ville nouvelle à la ligne des Coquetiers, n'est pas non plus réalisé. Ce plan d’aménagement resté incomplet laisse aujourd’hui les deux villes de Clichy et Montfermeil avec un tissu urbain déstructuré et dans une situation problématique d’enclavement malgré l’agrément du lieu en bordure de la forêt de Bondy. La construction progressive, de 1967 à 1980, de cités HLM non prévues dans le projet d'origine mais nécessaires afin d'essayer de le rentabiliser, terminera de dénaturer le plan masse imaginé par Zehrfuss. À la fin des années 1970, la ville met en place un chauffage expérimental par géothermie.

### XXIesiècle
Le 27 octobre 2005, des adolescents fuient un contrôle de police. Trois d'entre eux sont poursuivis. Ils se réfugient dans un terrain clos appartenant à EDF et se cachent dans un transformateur. Bouna Traoré et Zyed Benna y meurent électrocutés en effleurant le cylindre de la réactance. Le troisième, Muhittin Altun, bien que grièvement brûlé, s'échappera et donnera l'alerte.
À la suite de cela, des émeutes éclatent à la cité du Chêne Pointu entre jeunes et forces de l'ordre. Elles se prolongent dans de nombreuses villes et banlieues françaises, conduisant à l'instauration de l'état d'urgence dans 25 départements du 8 novembre 2005 au 4 janvier 2006. Un documentaire, 365 Jours à Clichy-Montfermeil a été réalisé sur les émeutes.

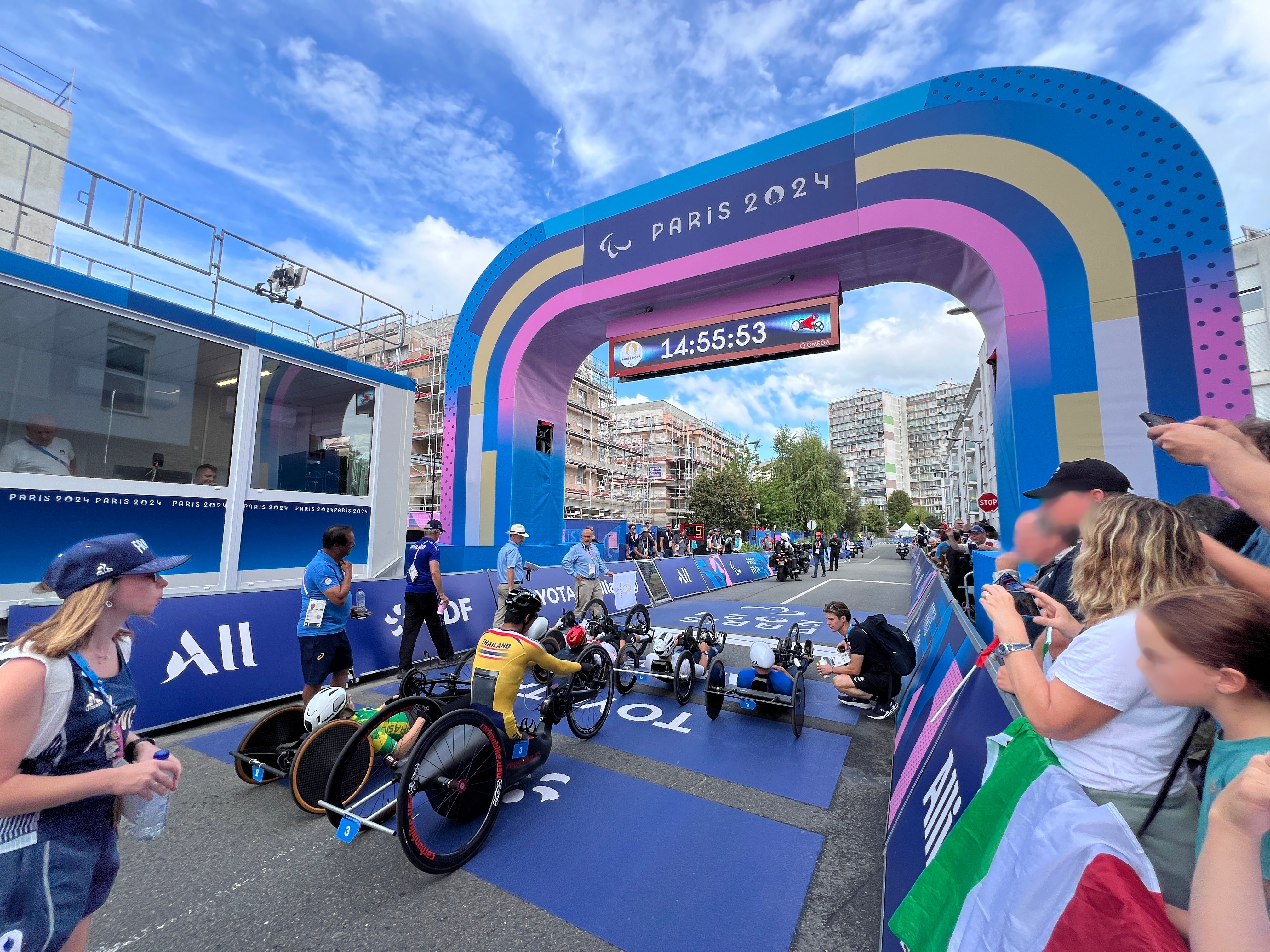
Le départ du relais H1-5 par équipe mixte aux Jeux Paralympiques de 2024, boulevard Émile Zola.

Dans le cadre des Jeux paralympiques de 2024, Clichy a accueilli le départ des épreuves sur route de paracylisme.

#### Projet de rénovation urbaine de Clichy-Montfermeil

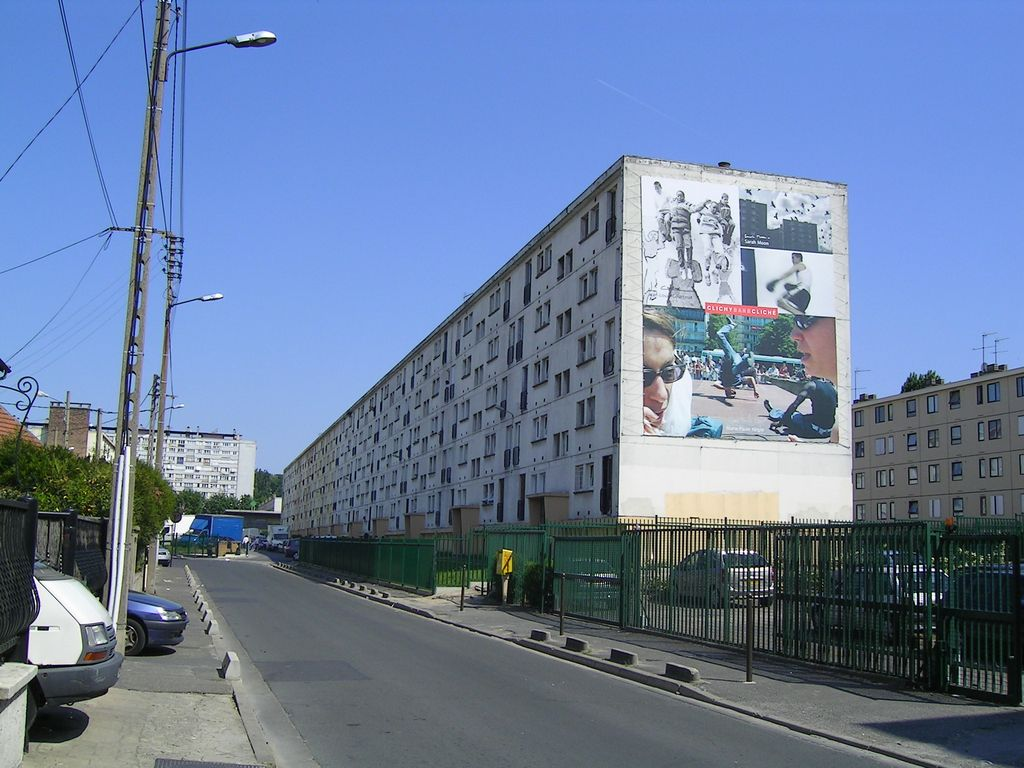
Chemin des Postes.

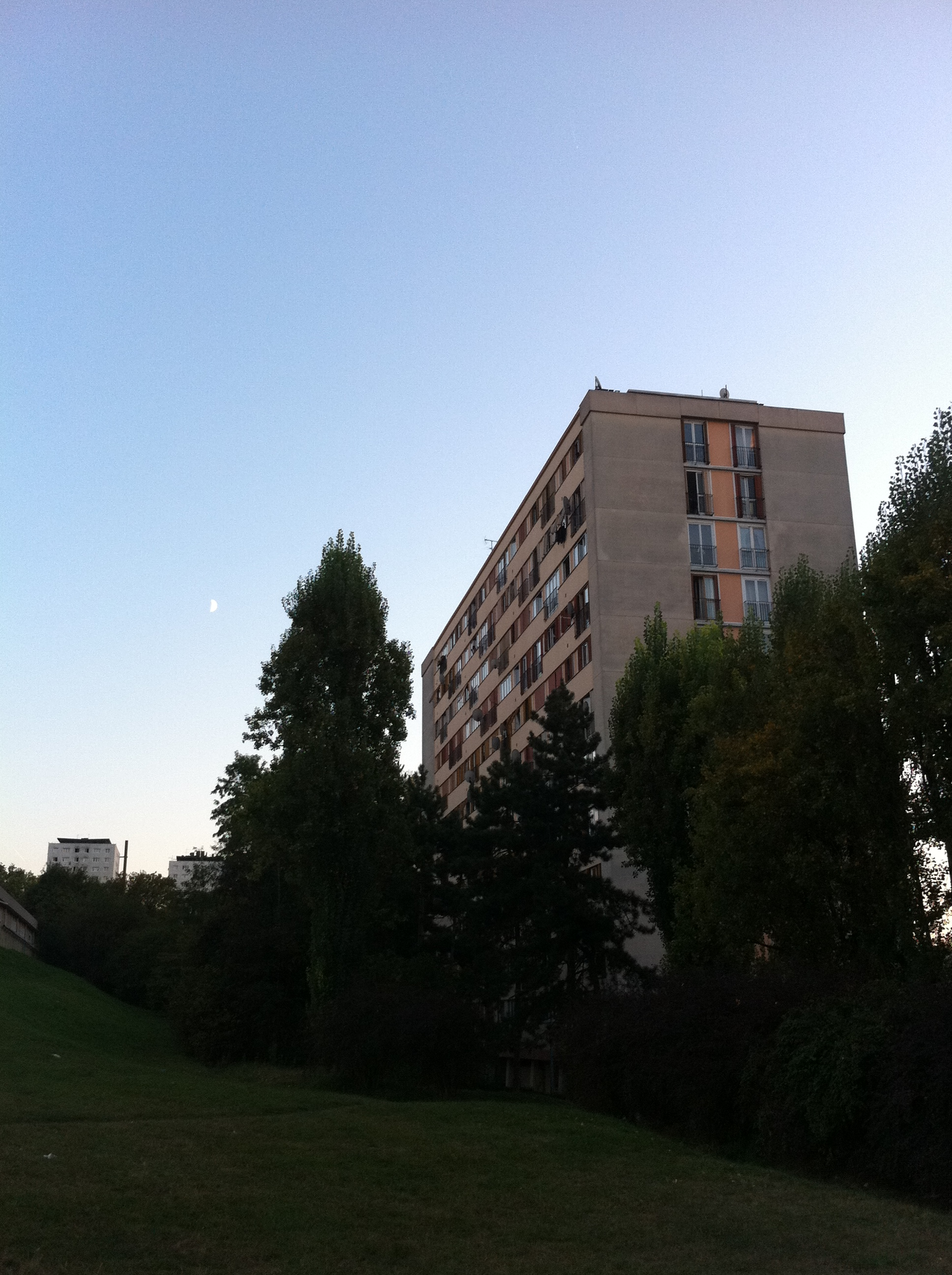
Immeuble de l'étoile du Chêne Pointu.

Le 17 décembre 2004 a été signée une convention entre l'Agence nationale pour la rénovation urbaine (ANRU) et l'ensemble des partenaires concernés pour financer le Projet de rénovation urbaine (PRU) du quartier du Plateau situé à cheval sur les villes de Clichy-sous-Bois et de Montfermeil.
Ce projet de 500 millions d'euros, l'un des plus importants de la région parisienne, concerne 3700 logements dont
- 1 400 environ seront démolis ;
- 1 500 environ seront construits ;
- 900 environ seront réhabilités ;
- 1 300 environ seront « résidentialisés » ;

et permettra la création d'espaces publics et d'équipements.
Il permet la transformation d'un nombre important de logements de copropriétés dégradées en logements sociaux.
Les objectifs de la rénovation urbaine sont :
- la modification radicale de l'urbanisme et de l'habitat du grand ensemble en diversifiant l'habitat et en construisant des bâtiments à « taille humaine ».
- la recomposition du paysage urbain, par la requalification des voiries existantes et la création de nouvelles rues, l'aménagement de cheminements paysagers assurant la liaison vers les principaux espaces verts de la communauté d'agglomération ;
- la requalification générale des équipements et services publics avec l'aménagement de commerces et services publics en pied d'immeubles (requalification des équipements scolaires, création d'une maison de la petite enfance comprenant une crèche de 60 berceaux s'accompagnant de la démolition de la crèche Parouty, création d'un hôtel d'activités polyvalent accueillant notamment les activités textiles antérieurement implantées dans la Tour Utrillo) ;

#### Le désenclavement: une des conditions de la réussite de la rénovation urbaine
L'accueil d'un transport en commun en site propre avec le T4, débranchement du tramway T4, inauguré fin 2019, permet de désenclaver les villes de Clichy-sous-Bois et de Montfermeil, et de rejoindre plus rapidement les lignes des RER E (gare de Bondy) et B (gare d'Aulnay-sous-Bois).

#### Les étapes de la rénovation urbaine à Clichy-Montfermeil
La rénovation urbaine du Grand Ensemble de Clichy-sous-Bois et de Montfermeil concerne, à l'heure actuelle, le Haut-Clichy et les Bosquets à Montfermeil.
Les copropriétés en difficulté du Bas-Clichy font l'objet, depuis le 28 janvier 2015, d'une opération de requalification de copropriétés dégradées (Orcod) d'intérêt national,. L'Etablissement public foncier d'Ile-de-France est chargé de piloter le projet.
Le périmètre de l'ANRU (Agence nationale de rénovation urbaine) comprend la copropriété la Forestière, les résidences sociales d'Orly Parc (aujourd'hui gérées par l'OPIEVOY) et la cité du Bois du Temple (gérée par la SOVAL) à Clichy-sous-Bois, ainsi que la copropriété des Bosquets à Montfermeil.
Voici, chronologiquement, les étapes de la rénovation urbaine :
- 1965 : construction de la cité des Bosquets (vingt bâtiments dont sept barres de 10 étages) à Montfermeil : 1 534 logements en copropriété sortent de terre.
- 1967 : construction du Rouaillier (deux tours aux 8 et 9 allée du Rouailler) par Orly Parc à Clichy-sous-Bois : 181 logements sociaux.
- 1968 : construction du Bois de la Couronne (deux tours et une barre 1-7 allée Romain Rolland) et de l'Étang Beauclair (deux tours aux 6 et 8, allée Albert-Camus) par Orly Parc à Clichy-sous-Bois : respectivement 181 et 121 logements sociaux.
- 1969 : construction du Vieux Moulin (deux tours aux 2 et 4 avenue Jean Moulin) par Orly Parc, toujours sur la commune de Clichy-sous-Bois : 142 logements sociaux
- 1970 : construction du Chemin de Roissy (une tour et deux barres aux 5 et 7-17 rue Anatole France) et de la Petite Montagne (deux tours et une barre aux 2 et 4 allée Albert Camus et 1-3 rue Anatole France) par Orly Parc à Clichy-sous-Bois : respectivement 179 et 201 logements sociaux.
- 1972 : construction du Bois du Temple (quatre tours et trois barres) par la SOVAL à Clichy-sous-Bois : 711 logements sociaux.
- 1975 : construction de la Forestière (dix-sept bâtiments dont deux tours de 16 étages) à Clichy-sous-Bois : 509 logements en copropriété.
- 1977 : construction de la résidence Youri Gagarine par Toit et Joie à Clichy-sous-Bois : 112 logements sociaux.
- 1980 : construction de l'Aqueduc (neuf bâtiments aux 1-3, allée Jules-Renard, 2-10, allée de l'Aqueduc et 5-7, rue Émile-Zola) par Orly Parc à Clichy-sous-Bois : 303 logements sociaux.
Rachat de 468 logements aux Bosquets par l'OPDHLM 93 (éparpillés dans les bâtiments de la cité) et de 105 logements par Orly Parc (bâtiment 6).
- 1993 : réhabilitation de 70 logements gérés par un investisseur privé aux Bosquets (bâtiments 4B, 4D et 9).
- 1994 : démolition du bâtiment 2 des Bosquets, première barre de 10 étages à tomber, après rachat de ses 146 logements par l'OPDHLM 93 et le Parc-ARIM 93.
- 1996 : démolition partielle puis réhabilitation du bâtiment 11 des Bosquets, après rachat de ses 148 logements par le Pact-ARIM 93. La barre de 10 étages passe de 148 logements dégradés à 107 logements rénovés.
- 1998 : démolition du bâtiment 5A des Bosquets, après rachat de ses 25 logements par l'OPDHLM 93 et le Pact-ARIM 93. La démolition devrait permettre de désenclaver le parc coincé entre les bâtiments 5, 6, 4A, 4B, 4C, 4D, 4E, 3 et 9.
- 2001 : démolition du bâtiment 13 des Bosquets, après rachat de ses 146 logements par l'OPDHLM 93 et le Parc-ARIM 93.
- 2004 : signature du Contrat ANRU de Clichy-Montfermeil. 
Rachat de 177 logements aux Bosquets par 3F (bâtiments 4B, 4D, 9 et 11).
- 2005 : création d'une crèche au pied du bâtiment 3 des Bosquets, impliquant la démolition de six logements de la barre de dix étages.
Démolition d'une tour de 61 logements sociaux à l'Étang Beauclair (8, allée Albert-Camus).
- 2006 : démolition partielle puis réhabilitation du bâtiment 6 des Bosquets, géré par Orly Parc. 20 logements sont démolis et 85 sont réhabilités.
- 2009 : démolition d'une barre de 80 logements sociaux à la Petite Montagne (1-3, rue Anatole-France).
- 2010 : réhabilitation de l'Étang Beauclair et de la Petite Montagne par Orly Parc : 181 logements sociaux sont ainsi rénovés (2, 4 et 6, allée Albert-Camus).
Démolition d'une tour de 71 logements sociaux au Chemin de Roissy (5, rue Anatole-France).
- 2011 : aux Bosquets, démolition partielle des bâtiments 14, 4A et 4C, démolition totale du bâtiment 10 puis réhabilitation du bâtiment 5 et des logements restant du bâtiment 14. 70 logements sont démolis et 176 sont rénovés.
Démolition des bâtiments 23 et 24 à la Forestière : 48 logements sont ainsi démolis. 
Réhabilitation de cinq bâtiments rassemblant 166 logements à l'Aqueduc (1-3, allée Jules-Renard 2-6, allée de l'Aqueduc) et de 181 logements au Bois de la Couronne (1-7, allée Romain-Rolland).
- 2012 : projet de démolition aux Bosquets des bâtiments 1, 3, 7 et 12 et réhabilitation des bâtiments 4A, 4C, 4E et 14A. 462 logements devraient être démoli et 140 réhabilités. Il y a toujours un doute qui n'a pas été clarifié concernant la démolition du bâtiment 3 et de ses 140 logements.
Projet de démolition à la Forestière, les 461 logements restant de la copropriété devraient être démolis d'ici 2013.
Démolition de la barre restante du Chemin de Roissy (108 logements au 7-17, rue Anatole-France) et de quatre bâtiments de l'Aqueduc (137 logements aux 8-10, allée de l'Aqueduc et 5-7, rue Émile-Zola) par Orly Parc.
Projet de réhabilitation des 181 logements du Rouaillier (8 et 9, allée du Rouaillier).
- 2013 : la Forestière devrait disparaître, de même que le Chemin de Roissy.
Il devrait rester aux Bosquets 618 logements dont 444 logements sociaux et 174 logements en copropriété.
Projet de réhabilitation du Vieux Moulin (142 logements au 2-4 avenue Jean Moulin) et du Bois du Temple (711 logements).

## Politique et administration

Localisation de la commune dans la Petite couronne de Paris.

### Rattachements administratifs et électoraux

#### Rattachements administratifs
Jusqu’à la loi du 10 juillet 1964, la commune fait partie du département de Seine-et-Oise. Le découpage des anciens départements de la Seine et de Seine-et-Oise fait que la commune appartient désormais à la Seine-Saint-Denis et à son arrondissement du Raincy après un transfert administratif effectif le 1er janvier 1968.
Elle faisait partie de 1801 à 1882 du canton de Gonesse, année où elle est rattachée au canton du Raincy jusqu'en 1964, où elle rejoint le canton de Livry-Gargan de la Seine-et-Oise. Lors de la mise en place de la Seine-Saint-Denis, la ville intègre le canton du Raincy. Dans le cadre du redécoupage cantonal de 2014 en France, cette circonscription administrative territoriale a disparu, et le canton n'est plus qu'une circonscription électorale.

#### Rattachements électoraux
Pour les élections départementales, la commune est membre depuis 2014 d'un nouveau canton de Livry-Gargan
Pour l'élection des députés, elle fait partie de la douzième circonscription de la Seine-Saint-Denis.

### Intercommunalité
La ville a engagé de longue date un partenariat avec sa voisine, avec un SIVOM créé en 1961, un grand projet urbain (1994-1999) et un programme européen PIC URBAN, accru en 1997 avec la création de la communauté de communes de Clichy-sous-Bois Montfermeil, transformée en 2001 en communauté d'agglomération de Clichy-sous-Bois Montfermeil.
Dans le cadre de la mise en œuvre de la volonté gouvernementale de favoriser le développement du centre de l'agglomération parisienne comme pôle mondial est créée, le 1er janvier 2016, la métropole du Grand Paris (MGP), dont la commune est membre.
Dans le cadre de la mise en place de la métropole du Grand Paris, la loi portant nouvelle organisation territoriale de la République du 7 août 2015 (Loi NOTRe) prévoit la création d'établissements publics territoriaux (EPT), qui regroupent l'ensemble des communes de la métropole à l'exception de Paris, et assurent des fonctions de proximité en matière de politique de la ville, d'équipements culturels, socioculturels, socio-éducatifs et sportifs, d'eau et assainissement, de gestion des déchets ménagers et d'action sociale. Les EPT exercent également les compétences que les communes avaient transférées aux intercommunalités supprimées.
La commune a donc également été intégrée le 1er janvier 2016 à l'Établissement public territorial Grand Paris - Grand Est, qui remplace également l'ancienne communauté d'agglomération Clichy / Montfermeil.

### Tendances politiques et résultats

#### Élections législatives
Résultats des deuxièmes tours :
- Élections législatives de 1993 : 62,95 % pour Éric Raoult (RPR), 37,05 % pour Gilbert Péréa (FN). Le taux de participation était de 53,52 %.
- Élections législatives de 1997 : 48,74 % pour Alain Calmat (DVG), 32,53 % pour Éric Raoult (RPR), 18,73 % pour Franck Timmermans (FN). Le taux de participation était de 67,57 %.
- Élections législatives de 2002 : 58,93 % pour Alain Calmat (DVG), 41,07 % pour Éric Raoult (UMP). Le taux de participation était de 51,21 %.
- Élections législatives de 2007 : 61,21 % pour Pascal Popelin (PS), 38,79 % pour Éric Raoult (UMP). Le taux de participation était de 43,83 %.
- Élections législatives de 2012 : 72,73 % pour Pascal Popelin (PS), 27,27 % pour Éric Raoult (UMP). Le taux de participation était de 39,61 %.
- Élections législatives de 2017 : 68,08 % pour Stéphane Testé (LREM), 31,92 % pour Ludovic Toro (UDI). Le taux de participation était de 21,29 %.
- Élections législatives de 2022 : 64,04 % pour Jérôme Legavre (POI), 35,96 % pour Stéphane Testé (RE). Le taux de participation était de 25,46 %.
- Élections législatives de 2024 : 83,19 % pour Jérôme Legavre (POI), 16,81 % pour Jean-François Périer (RN). Le taux de participation était de 49,40 %.

#### Élections européennes
Résultats des deux meilleurs scores :
- Élections européennes de 1994 : 21,22 % pour Jean-Marie Le Pen (FN), 16,82 % pour Bernard Tapie (MRG). Le taux de participation était de 45,17 %.
- Élections européennes de 1999 : 24,24 % pour François Hollande (PS), 12,99 % pour Charles Pasqua (RPFIE). Le taux de participation était de 39,00 %.
- Élections européennes de 2004 : 27,45 % pour Harlem Désir (PS), 14,72 % pour Marine Le Pen (FN). Le taux de participation était de 32,01 %.
- Élections européennes de 2009 : 21,42 % pour Michel Barnier (UMP), 17,62 % pour Harlem Désir (PS). Le taux de participation était de 22,64 %.
- Élections européennes de 2014 : 21,52 % pour Aymeric Chauprade (FN), 19,17 % pour Pervenche Berès (PS). Le taux de participation était de 21,38 %.
- Élections européennes de 2019 : 22,66 % pour Jordan Bardella (RN), 16,24 % pour Nathalie Loiseau (LREM). Le taux de participation était de 24,12 %.
- Élections européennes de 2024 : 54,23 % pour Manon Aubry (LFI), 15,96 % pour Jordan Bardella (RN). Le taux de participation était de 28,93 %.

#### Élections régionales
Résultats des deuxièmes tours :
- Élections régionales de 2004 : 57,33 % pour Jean-Paul Huchon (PS), 27,15 % pour Jean-François Copé (UMP), 15,52 % pour Marine Le Pen (FN). Le taux de participation était de 59,60 %.
- Élections régionales de 2010 : 66,53 % pour Jean-Paul Huchon (PS), 33,47 % pour Valérie Pécresse (UMP). Le taux de participation était de 40,26 %.
- Élections régionales de 2015 : 61,64 % pour Claude Bartolone (PS), 22,88 % pour Valérie Pécresse (LR), 15,48 % pour Wallerand de Saint-Just (FN). Le taux de participation était de 36,51 %.
- Élections régionales de 2021 : 39,80 % pour Julien Bayou (EÉLV), 32,44 % pour Valérie Pécresse (SL), 16,61 % pour Jordan Bardella (RN), 11,14 % pour Laurent Saint-Martin (LREM). Le taux de participation était de 13,33 %.

#### Élections départementales
Résultats des deuxièmes tours :
- Élections départementales de 2015 : 77,64 % pour Olivier Klein et Charlotte Seutin (PS), 22,36 % pour Sylvie Paul (UMP) et Gérard Prudhomme (UDI). Le taux de participation était de 33,45 %.
- Élections départementales de 2021 : 75,53 % pour Pierre-Yves Martin et Sylvie Paul (LR), 24,47 % pour Jean-François Perier et Françoise Trova (RN). Le taux de participation était de 13,41 %.

#### Élections cantonales
Résultats des deuxièmes tours :
- Élections cantonales de 1992 : 63,18 % pour Raymond Mège (UDF), 36,82 % pour Christian Mercadier (FN). Le taux de participation était de 48,58 %.
- Élections cantonales de 1998 : 54,15 % pour Claude Dilain (PS), 23,40 % pour Éric Raoult (RPR), 22,45 % pour Frédéric Labour (FN). Le taux de participation était de 51,45 %.
- Élections cantonales de 2004 : 66,80 % pour Claude Dilain (PS), 33,20 % pour Ludovic Toro (UMP). Le taux de participation était de 59,71 %.
- Élections cantonales de 2011 : 75,79 % pour Claude Dilain (PS), 24,21 % pour Ludovic Toro (UMP). Le taux de participation était de 35,27 %.

#### Élections municipales

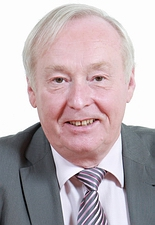
L'ancien maire Claude Dilain.

Résultats des deux meilleurs scores du premier tour :
- Élections municipales de 2001 : 61,91 % pour Claude Dilain (PS), 20,40 % pour Patrick Verge (UDF). Le taux de participation était de 53,15 %.
- Élections municipales de 2008 : 65,93 % pour Claude Dilain (PS), 19,24 % pour Olivier Mato (UMP). Le taux de participation était de 44,94 %.
- Élections municipales de 2014 : 65,62 % pour Olivier Klein (PS), 18,48 % pour Nicolas Henault (UMP). Le taux de participation était de 39,77 %.
- Élections municipales de 2020 : 64,60 % pour Olivier Klein (DVG), 28,53 % pour Abdelali Meziane (DVG). Le taux de participation était de 36,71 %.

### Liste des maires
| Période                                  | Période                    | Identité          | Étiquette   | Qualité |
| ---------------------------------------- | -------------------------- | ----------------- | ----------- | --- |
| Les données manquantes sont à compléter. |                            |                   |             | |
|                                          |                            |                   |             | |
| 1892                                     | 1906                       | Gabriel Risch     |             | |
| 1906                                     | 1910                       | Frédéric Zwilling |             | |
| 1911                                     | 1919                       | Jean Ricordeau    |             | |
| 1919                                     | 1938                       | Frédéric Ladrette |             | |
| 1938                                     | 1941                       | Emile Demcat      |             | |
| 1941                                     | 1943                       | Jean Ladrette     |             | |
| 1943                                     | 1944                       | Calixe Lesage     |             | |
| août 1944                                | novembre 1944              | André Debresne    |             | |
| mai 1945                                 | octobre 1946               | Louis Janny       | PCF         | Ouvrier métallurgiste |
| octobre 1946                             | octobre 1947               | Germaine Tarratre | PCF         | |
| octobre 1947                             | mai 1953                   | Georges Parouty   | PCF         | Ouvrier bijoutier |
| mai 1953                                 | mars 1959                  | Georges Corriez   | PCF         | |
| mars 1959                                | mars 1965                  | Roger Caltot      | PCF         | |
| mars 1965                                | mars 1990                  | André Déchamps    | PCF         | |
| mars 1990                                | février 1991               | Christian Chapuis | PCF         | |
| février 1991                             | janvier 1993               | André Déchamps    | DVG         | Démissionnaire |
| janvier 1993                             | juin 1995                  | Gérard Probert    | UDF-Rad.    | Ingénieur de travaux |
| juin 1995                                | octobre 2011               | Claude Dilain     | PS          | Médecin pédiatre Conseiller général du Raincy (1998 → 2004 et 2011 → 2015) Sénateur de la Seine-Saint-Denis (2011 → 2015) Démissionnaire à la suite de son élection comme sénateur |
| octobre 2011                             | décembre 2022,             | Olivier Klein,    | PS puis FP, | Professeur de physique-chimie Président ou vice-président de la CA Clichy-Montfermeil (1997 → 2011) Président du conseil de surveillance de la Société du Grand Paris (2020 → 2022) Président de l'ANRU (2017 → 2022) Ministre délégué chargé de la Ville et du Logement (2022 → 2023) Démissionnaire après sa nomination comme ministre |
| décembre 2022,                           | octobre 2023               | Samira Tayebi     | PS          | Professeure des écoles Démissionnaire |
| octobre 2023                             | En cours (au 12 mars 2025) | Olivier Klein     | DVG         | Professeur de physique-chimie Délégué interministériel de la Dilcrah (2023 → 2025) Recteur de l'académie de Strasbourg (2024 → ) Réélu maire après la fin de ses fonctions ministérielles |

## Équipements et services publics

### Enseignement
Les établissements du secondaire sont[Quand ?] :

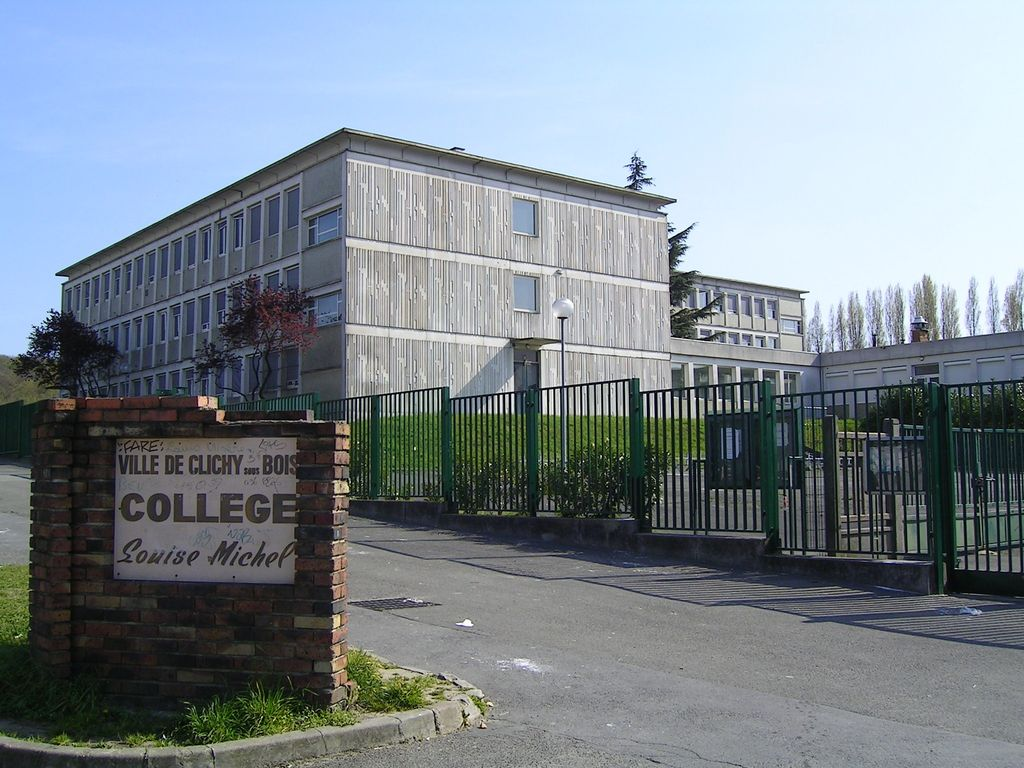
L'ancien collège Louise Michel (aujourd'hui sur l'emplacement de la piscine Rosa Parks, le collège a été déplacé plus en bas du boulevard).

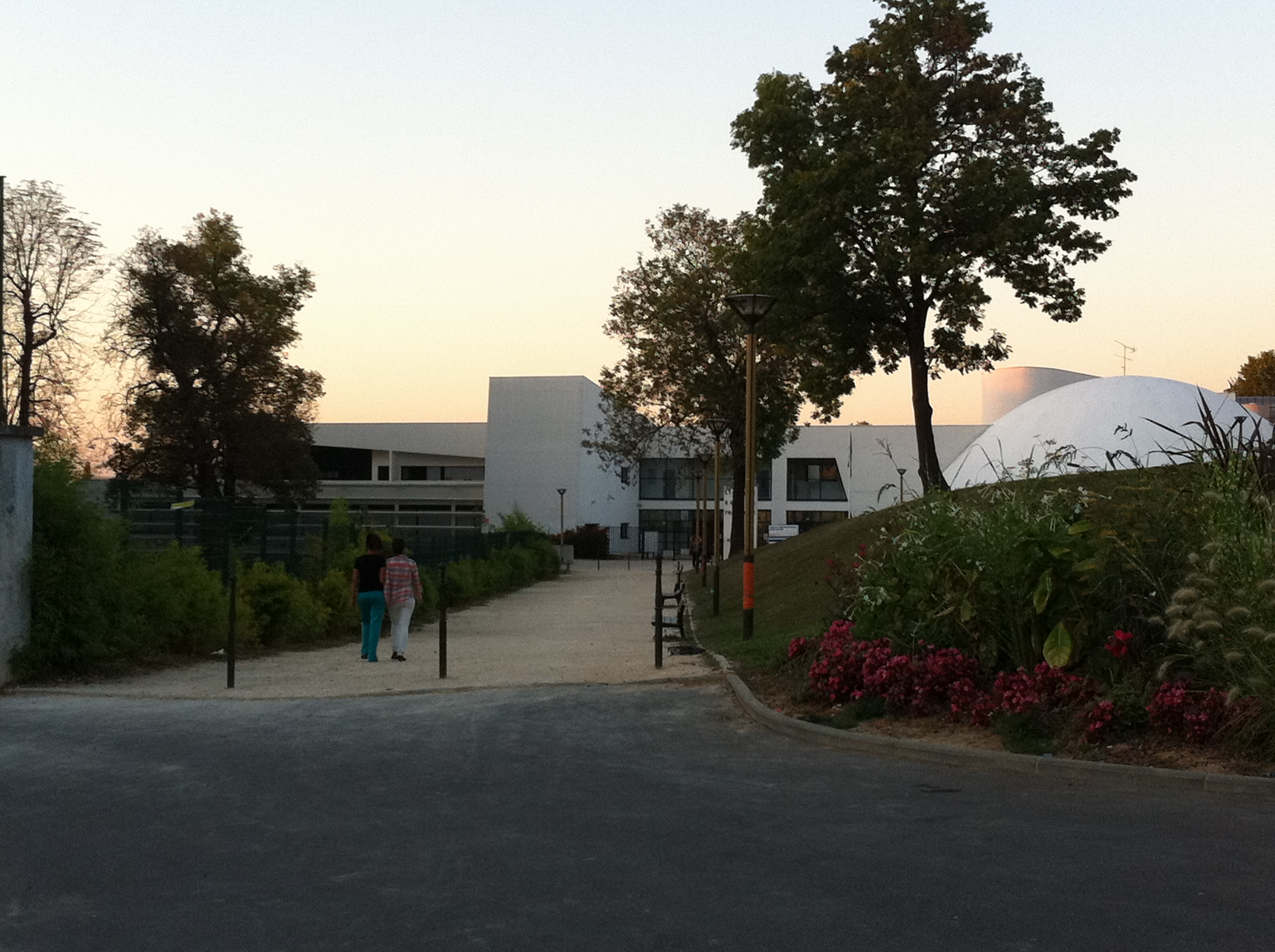
Le collège Robert Doisneau.

- Collèges : Romain Rolland, Louise Michel (avec une SEGPA) et Robert Doisneau
- Lycée : Lycée Alfred-Nobel

La ville de Clichy-sous-Bois relève de l’académie de Créteil.
Les écoles primaires sont gérées par l’Inspection générale de l'inspection départementale de l’Éducation nationale du Raincy (située dans les locaux de l'école primaire Thiers).

### Équipements culturels

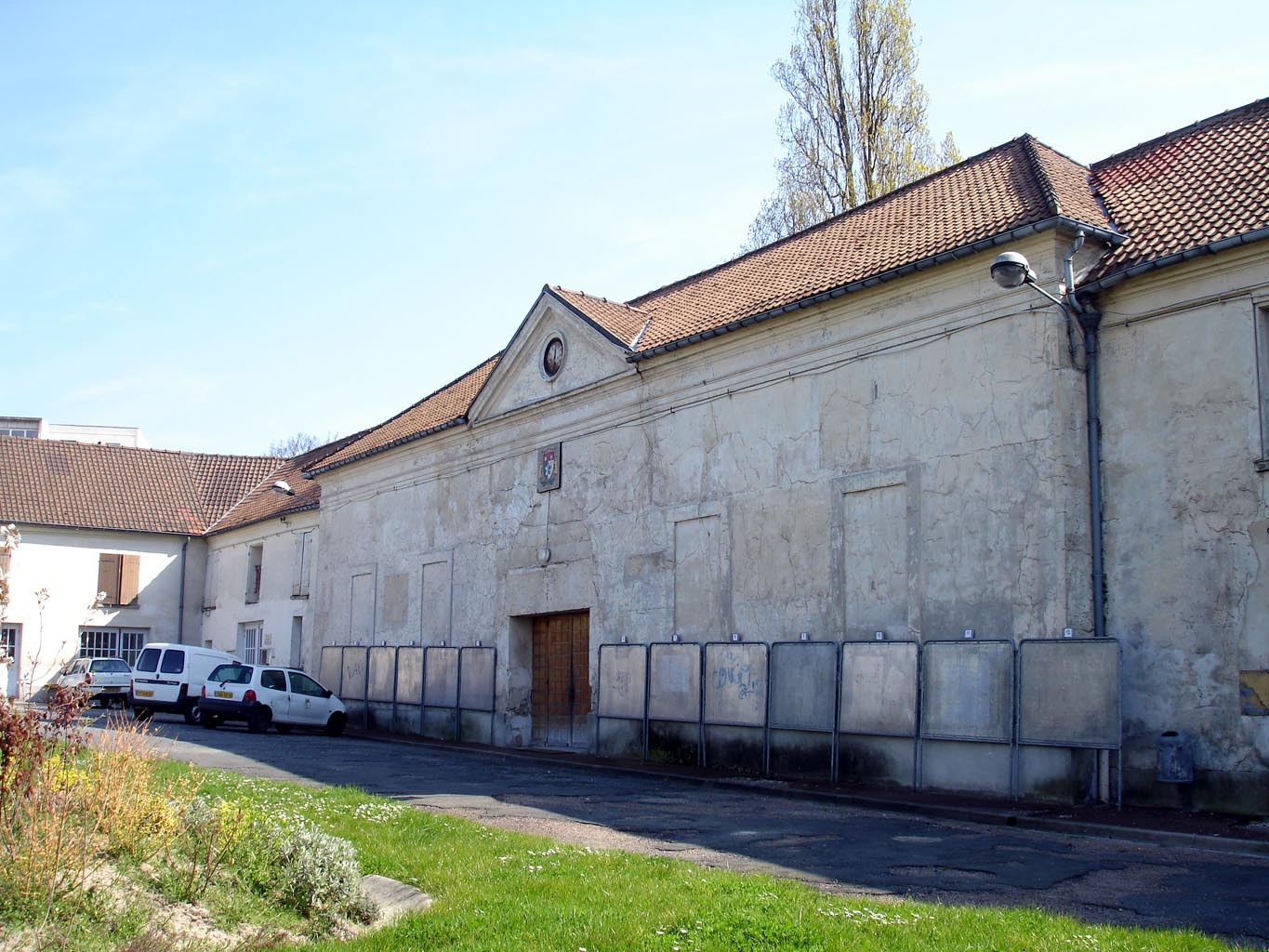
L'orangerie.

Les équipements culturels de la ville :
- La bibliothèque Cyrano de Bergerac, rue des Bleuets, sensibilise les habitants au livre et à la lecture. Le coût de l'inscription n'est plus : elle est désormais gratuite. La bibliothèque propose de nombreuses animations pour les tout-petits comme les lectures de contes et des expositions thématiques pour les plus grands ainsi qu'un prix annuel des lecteurs qui permet de récompenser un jeune auteur contemporain (déjà lauréats du prix des lecteurs de la bibliothèque : Véronique Ovaldé, Virginie Langlois).
- L'Espace 93 Victor-Hugo, place de l'Orangerie, offre toute l'année une programmation variée : pièces de théâtre, chanson, concerts de jazz, rap, etc., spectacles de danse hip-hop ou contemporaine (voir la programmation sur www.clichy-sous-bois.fr). Au cours de la saison 2009-2010, Juliette Gréco, Maurane, Fred Pellerin, Idir et aussi le spectacle de danse urbaine "Pas de Quartier" d’Éric Checco ou le ballet hip hop "Roméos et Juliettes" chorégraphié par Sébastien Lefrançois, un concert du festival Banlieue Bleue sont présentés sur la scène de l'Espace 93.
- Le conservatoire municipal Maurice-Ravel, 58 allée Auguste-Geneviève, propose des cours de musique et de danse. Il s'adresse à tous les publics à partir de 4 ans (éveil musical à partir de 5 ans et éveil danse à partir de 4 ans). Au 1er janvier 2010, le conservatoire comptait 490 inscrits. Le conservatoire participe activement à la programmation culturelle clichoise.
- Le Chapiteau géré par la compagnie de théâtre la Fontaine aux images (avenue de Sévigné) est un lieu culturel alternatif installé sous un chapiteau. Il propose de nombreux spectacles au jeune public et, chaque année, présente la mise en scène d'une pièce de théâtre classique (en 2010, l'Ile des esclaves de Marivaux).
- Les Ateliers Médicis sont un lieu de création culturelle créé à la limite communale avec Montfermeil

### Santé
Pour favoriser l’accès aux soins, le service Santé de la ville mène des actions de sensibilisation et de prévention et participe à la mise en réseau des acteurs sociaux et médicaux intervenant sur le territoire.
Le service Santé propose un service de vaccination gratuit (rappels, vaccin contre la grippe, etc.) aux Clichois de 6 ans et plus.
La prévention bucco-dentaire est assurée par une éducatrice du service Santé dans les écoles maternelles, primaires et les collèges, grâce à un partenariat avec la CPAM et le Conseil général.
Le service Santé et le Centre communal d’action sociale (CCAS) proposent une aide à l’adhésion à une complémentaire santé (mutuelle) aux personnes qui bénéficient de l’Aide complémentaire santé (A.C.S ou « chèque santé ») de la CPAM.

## Population et société
Les habitants sont appelés les Clichois.

### Démographie
L'évolution du nombre d'habitants est connue à travers les recensements de la population effectués dans la commune depuis 1793. Pour les communes de plus de 10 000 habitants les recensements ont lieu chaque année à la suite d'une enquête par sondage auprès d'un échantillon d'adresses représentant 8 % de leurs logements, contrairement aux autres communes qui ont un recensement réel tous les cinq ans,.

En 2022, la commune comptait 29 551 habitants, en évolution de −0,95 % par rapport à 2016 (Seine-Saint-Denis : +4,67 %, France hors Mayotte : +2,11 %).
| 1793 | 1800 | 1806 | 1821 | 1831 | 1836 | 1841 | 1846 | 1851 |
| ---- | ---- | ---- | ---- | ---- | ---- | ---- | ---- | ---- |
| 161  | 152  | 136  | 137  | 138  | 145  | 156  | 168  | 175  |

| 1856 | 1861 | 1866 | 1872 | 1876 | 1881 | 1886 | 1891 | 1896 |
| ---- | ---- | ---- | ---- | ---- | ---- | ---- | ---- | ---- |
| 184  | 227  | 247  | 182  | 205  | 251  | 350  | 452  | 503  |

| 1901 | 1906  | 1911  | 1921  | 1926  | 1931  | 1936  | 1946  | 1954  |
| ---- | ----- | ----- | ----- | ----- | ----- | ----- | ----- | ----- |
| 672  | 1 071 | 1 434 | 2 104 | 3 467 | 4 026 | 4 056 | 3 573 | 5 105 |

| 1962   | 1968   | 1975   | 1982   | 1990   | 1999   | 2006   | 2011   | 2016   |
| ------ | ------ | ------ | ------ | ------ | ------ | ------ | ------ | ------ |
| 11 606 | 16 357 | 22 422 | 24 654 | 28 180 | 28 288 | 29 412 | 29 835 | 29 835 |

| 2021   | 2022   | - | - | - | - | - | - | - |
| ------ | ------ | - | - | - | - | - | - | - |
| 29 735 | 29 551 | - | - | - | - | - | - | - |

La population est très jeune, puisque Clichy-sous-Bois se place en première position des villes de plus de 20 000 habitants les plus jeunes de France, avec 38,6 % de la population de moins de 20 ans.
En janvier 2011 la démographe Michèle Tribalat était auditionnée devant la commission du Sénat, où elle donna l'évolution de la part des jeunes (0 à 17 ans) d'origine étrangère de 1968 à 2005.
| Année | France | Île de France | Seine-Saint-Denis | Clichy-sous-Bois |
| ----- | ------ | ------------- | ----------------- | ---------------- |
| 2005  | 18 %   | 37 %          | 57 %              | 77 %             |
| 1998  | 17 %   | 34 %          | 50 %              | 69 %             |
| 1990  | 16 %   | 31 %          | 42 %              | 60 %             |
| 1982  | 15 %   | 26 %          | 34 %              | 42 %             |
| 1975  | 13 %   | 21 %          | 27 %              | 30 %             |
| 1968  | 11 %   | 18 %          | 20 %              | 22 %             |

## Économie
La création de la Zone Franche urbaine, exonérant de toutes taxes les entreprises s’implantant dans le périmètre, a dynamisé le développement économique sur la commune. La zone d’activités de Clichy-Parc a vu l’implantation de nombreuses entreprises nouvelles et de deux hôtels locatifs d’activités dont un a été financé par le Grand Projet Urbain (GPU) et le PIC URBAN. Cette dynamique se poursuit aujourd’hui grâce à l’action d’animation du tissu économique conduite par la communauté d’agglomération.
Les commerces sont l’objet d’un soutien particulier avec la restructuration du centre commercial du Chêne Pointu, opération majeure du GPU et qui s'est poursuivie grâce au Grand projet de ville (GPV). Des financements de la politique de la ville ont également été mobilisés pour améliorer l’environnement urbain du centre commercial des Marronniers et de la zone d’activité commerciale de la Fosse Maussoin.
L’insertion professionnelle a été favorisée par la communauté d’agglomération qui a créé un service emploi/formation/insertion (DEFI) ayant pour objectif d’accompagner les chômeurs.
Il reste cependant beaucoup à faire ; l'activité économique pâtit du faible réseau de transports, du manque de formation des jeunes et d'un réseau d'entreprises insuffisamment développé. En dépit des efforts des pouvoirs publics et du réseau associatif, le taux de chômage est l'un des plus élevés de la Seine-Saint-Denis.

## Culture locale et patrimoine

### Lieux et monuments

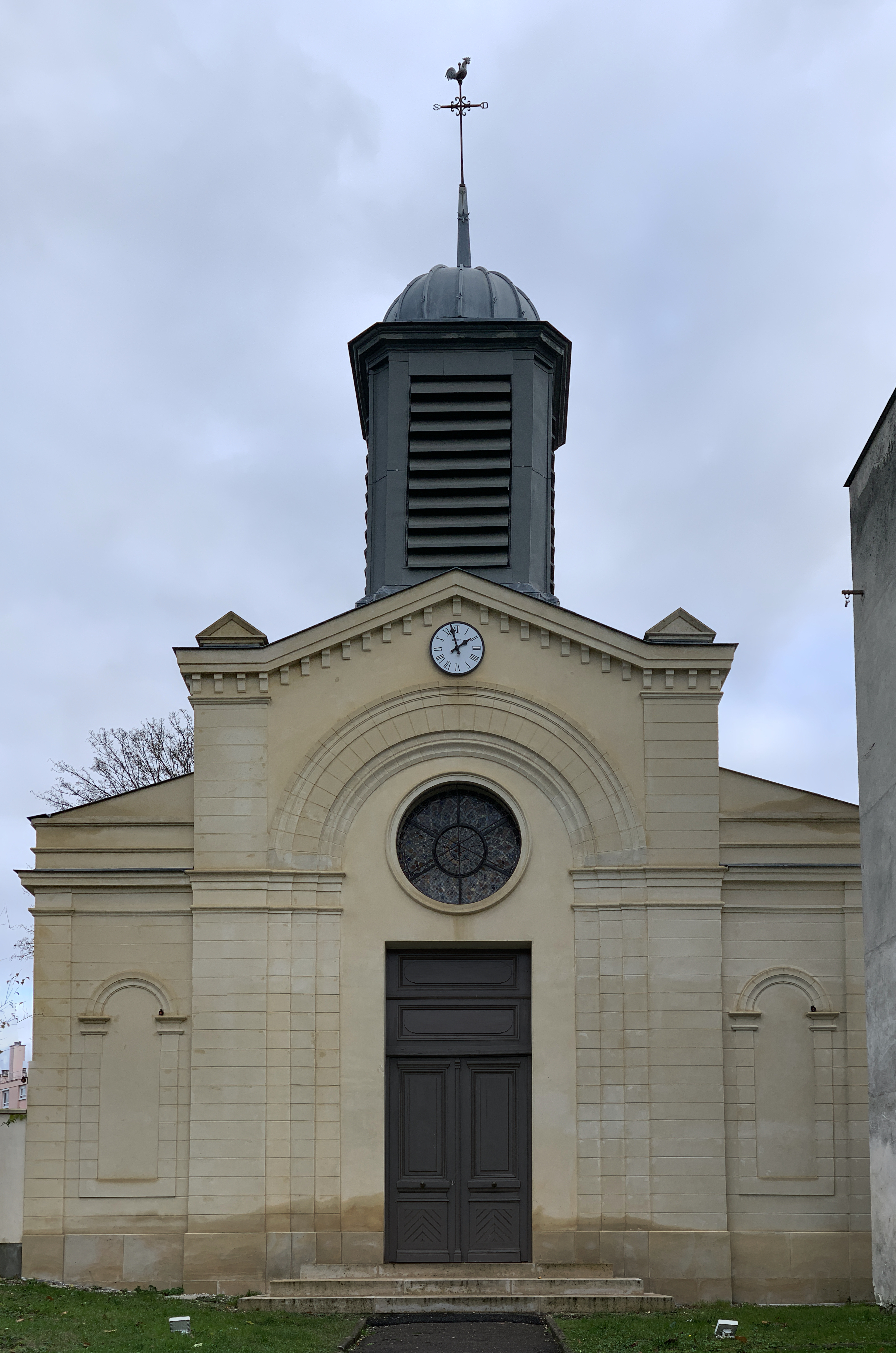
L'église Saint-Denis.

- L'hôtel-de-ville (place du 11-Novembre-1918) occupe un château édifié au XVIe siècle, et acheté en 1645 par Robert de Bragelongne, surintendant des finances du roi Louis XIV. Il le cède ensuite au comte Jean-Antoine d'Avraux, ami de madame de Sévigné qu'il accueille régulièrement lors de ses séjours à Livry. 
Le bâtiment est modifié en 1807 au goût néoclassique très en vogue à cette époque. Le château présente un corps de logis rectangulaire avec porche néoclassique flanqué de deux courtes ailes, un pavillon rectangulaire est accolé au mur sud de l'aile méridionale. Le parc autrefois à la française, fut redessiné sous l'Empire à l'anglaise avec une pièce d'eau par Alexandre-Théodore Brongniart, selon les principes de son ami le peintre Hubert Robert. Le parc abrite également une orangerie de style Louis XVI, édifiée à partir de 1740. 
L'ensemble fut acquis en 1930 par la municipalité et le château devint la mairie de la commune. Le parc, l'orangerie et le château furent classés monuments historiques en 1972.
- Le château de La Terrasse (avenue de Sévigné) fut édifié en 1908 et remplace plusieurs bâtiments successifs. D'abord occupé par une commanderie de Templiers, les ruines furent remplacées au début du XIXe siècle par un château, qui fut saccagé durant l'occupation Prussienne de 1870. Largement remanié, ce château laisse alors la place à la construction actuelle.
- L'église Saint-Denis actuelle fait suite à plusieurs églises : l'église médiévale du XIIIe siècle laisse la place en 1641 à un nouvel édifice. Ce dernier est reconstruit en 1759 par Clément Darce, trésorier de France en Bourgogne. Le bâtiment est encore remanié en 1811 et 1847, année durant laquelle le clocheton est ajouté. L'église possède un plan très simple à une nef unique et un chevet plat. Elle abrite deux pierres tombales et un vitrail du XVIIe siècle aux armes d'Amador de La Porte, grand prieur de France et oncle maternel de Richelieu.

- La chapelle Notre-Dame-des-Anges (allée Fernand-Lindet) fut édifiée entre 1650 et 1660 par Christophe de Coulanges, abbé de Livry et oncle de madame de Sévigné, à l'emplacement d'un oratoire du XIIIe siècle. Détruite par un incendie en 1791, elle est reconstruite vers 1808, puis agrandie en 1865 date à laquelle on lui ajoute une coupole. Toute proche se trouve la chapelle Jean XXIII
- On trouve plusieurs cimetières à Clichy-sous-Bois :
  - Le cimetière de la Colline, aussi appelé ancien cimetière, situé allée de la Colline, qui dispose d'un carré musulman inauguré le 16 décembre 2012[61].
  - Le cimetière des Prés[62], dit nouveau cimetière.
- Les travaux de la mosquée de Clichy-sous-Bois ont commencé en 2009 puis ont été interrompus.

### Clichy-sous-bois dans les arts et à la télévision
La chaîne franco-allemande Arte a diffusé le 12 janvier 2007 une fiction sur la mort des deux jeunes de Clichy-sous-Bois le 27 octobre 2005, « L'Embrasement », réalisé par Philippe Triboit.
La chaîne publique France 2 a diffusé le 18 octobre 2007 un film sur les deux grandes crises qui ont embrasé la France en 2005, « Quand la France s'embrase »,
La chaîne française TF1 a diffusé le 28 février 2010, dans son magazine Sept à huit, un reportage sur les copropriétaires du Chêne Pointu.
La chaîne française Canal+ a diffusé le 7 septembre 2011, « Passe le périph’ d’abord » un documentaire où trois filles de Clichy-sous-Bois et trois filles de Paris 16e vont aller vivre chez la famille de l'autre. Dépaysement garanti des deux côtés.
La chaîne publique France 2 a diffusé le 1er mai 2012, dans son magazine Infrarouge, un reportage sur les gardiens d'immeubles du Chêne Pointu et du Bois du Temple.
La chaîne France 4 a diffusé le 17 octobre 2012 une émission intitulé Viens dîner dans ma cité. Plusieurs personnalités comme Jean-François Copé sont accueillis chez une habitante.
De l'autre côté du périph sorti au cinéma le 19 décembre 2012, a été tourné en partie dans le quartier du Chêne Pointu.
Le film Go Fast a été en partie tourné dans la cité de la Forestière, aujourd'hui en destruction.
Le quartier du Chêne pointu a été le cadre du film Les Promesses de Thomas Kruithof, sorti en 2021.

### Personnalités liées à la commune
- Roberto Alagna, ténor.
- Bomberman, rappeur.
- Moussa Cissé, quadruple champion de France de taekwondo.
- François Feldman, chanteur, y a vécu durant sa jeunesse.
- Sylvie Guillem, danseuse.
- Shone Holocost, rappeur.
- Kamel Le Magicien, humoriste.
- Albert Uderzo et Marcel Uderzo, dessinateurs.
- Samia Orosemane, humoriste.
- Sylvie Vartan, chanteuse.
- Armand Desmet, judoka
- Bruno Beausir alias Doc Gynéco, chanteur.
- Mamadou Samassa, footballeur malien, y a grandi
- Samba Diakité, footballeur malien, y a grandi
- Jean-Pierre Nsame, footballeur camerounais, y a grandi
- Joris Gnagnon, footballeur franco-ivoirien, y a grandi
- Soumaïla Coulibaly, footballeur franco-malien, y a grandi

Le super-héros de DC Comics Nightrunner, équivalent français du Batman créé par David Hine, est natif de Clichy-sous-Bois.

### Héraldique
| Blason de Clichy-sous-Bois | Blason  | Parti de sinople et d'argent à la quintefeuille de l'un en l'autre brochant sur la partition, au chef de gueules chargé d'une croisette haussée d'argent vidée, accostée de deux grappes de raisin tigées et feuillées du même. |
| Blason de Clichy-sous-Bois | Détails | Le statut officiel du blason reste à déterminer. |

## Pour approfondir